# Montevideo
Montevideo (coneguda antigament en castellà com La Muy Fiel y Reconquistadora San Felipe y Santiago de Montevideo, i en portuguès com Montevidéu) és la capital, la ciutat més gran i el port principal de l'Uruguai. Amb 1,3 milions d'habitants, vuit municipis, més de 60 barris, i essent dues vegades més gran que qualsevol altra ciutat del país, Montevideo és el centre econòmic, polític, cultural i financer del país. Segons un report de la Mercer Human Consulting, Montevideo va ser la primera ciutat de l'Amèrica Llatina en qualitat de vida el 2006. Segons la mateixa publicació, el 2011 la ciutat ocupava la primera posició d'Amèrica del Sud – i la quarta a Amèrica Llatina – pel que fa a la qualitat de vida. Se situa a la zona sud del país, sobre el Riu de la Plata, dins del departament homònim.
La ciutat és sovint considerada la capital d'estat sobirà més austral d'Amèrica — i la tercera al món, després de Canberra (segona) i Wellington (primera), les capitals d'Austràlia i Nova Zelanda, respectivament. És la seu administrativa del Mercosur (organisme comercial, cultural i social format per l'Argentina, el Brasil, Paraguai, Uruguai i Veneçuela) i de l'ALADI (Associació Llatinoamericana d'Integració). La seva població és d'1.319.108 habitants (2011) però, considerant la seva àrea metropolitana, Montevideo arriba als 1.947.604 habitants, aproximadament la meitat de la població total del país.
Montevideo, una ciutat global de tipus beta, és el centre de l'activitat econòmica i cultural del país: la seva universitat principal, la Universitat de la República, va ser fundada el 1849. L'arquitectura de la ciutat combina diferents aspectes del seu passat, des de l'art déco colonial, i inluenciada per immigrants espanyols, portuguesos, italians, francesos i britànics.

## Geografia i clima
Montevideo es troba sobre la riba nord del Riu de la Plata, una extensió de l'oceà Atlàntic que separa la costa sud de l'Uruguai del litoral nord de l'Argentina; Buenos Aires s'ubica a 230 km a l'oest, sobre territori argentí. El riu Santa Lucía serveix de límit natural entre Montevideo i el departament de San José a l'oest. Cap al nord i a l'est de la ciutat s'estén el departament de Canelones, amb el rierol de Carrasco conformant la frontera oriental de Montevideo. La franja costanera, la qual forma el límit meridional de la ciutat, està conformada per relleus de pedra i platges de sorra blanca. La badia de Montevideo forma un port natural, el més gran del país i un dels més grans del Con Sud, operant com una part important de l'economia uruguaiana i del comerç exterior. Diversos rierols s'estenen per tota la ciutat i desemboquen a la badia de Montevideo. La costa i els rius presenten nivells alts de contaminació.
La ciutat té una elevació mitjana de 43 metres sobre el nivell de la mar. Les seves elevacions més destacades són dos turons: el Cerro de Montevideo i el Cerro de la Victoria, amb el cim més alt, el pic del Cerro de Montevideo, coronat per una fortalesa en una altura de 134 metres. Les ciutats i urbanitzacions més properes per carretera són Las Piedras al nord, i la coneguda com Ciudad de la Costa (un conglomerat de pobles veïns) a l'est, totes dues a una distància de 20 a 25 km des del centre de la ciutat. Les distàncies aproximades a altres capitals departamentals per carretera són, 90 km a San José de Mayo (departament de San José) i 46 km a Canelones (departament de Canelones).
Montevideo té un clima temperat amb hiverns curts, frescos i humits (durant els mesos de juliol i agost les temperatures ronden els 10 °C) i estius secs, llargs i càlids (al gener i al febrer les temperatures acostumen a superar els 25 °C). La màxima temperatura registrada a la ciutat va ser de 36,4 °C, a l'Estació Carrasco, i la temperatura mínima va ser de -5 °C, registrada al mateix observatori.
Els hiverns són generalment humits, ventosos i ennuvolats. Durant l'hivern hi ha onades de vent gelat i sec i masses ventoses continentals de fred polar, donant una sensació incòmoda de fred constant a la ciutat. Durant l'estiu, però, un vent força moderat bufa des de la mar durant la tarda, amb un efecte refrescant, en contrast amb l'estiu excessivament càlid de Buenos Aires.
Montevideo té una temperatura mitjana anual de 16 °C. La nevada és un fenomen atípic, però hi ha registres de neu durant l'any 1980, mentre que a les zones properes de Montevideo hi ha nevat alguna vegada, també de forma atípica anys enrere. No obstant això, l'aiguaneu és més freqüent durant la meitat dels mesos de l'hivern austral.

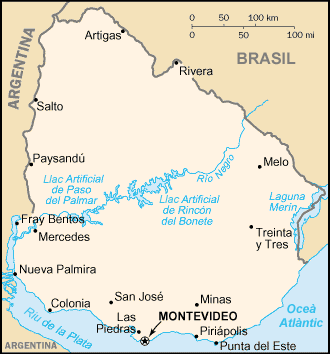
Mapa de l'Uruguai

| Dades climàtiques a Montevideo (Prado) 1961–1990                                                                     | Dades climàtiques a Montevideo (Prado) 1961–1990 | Dades climàtiques a Montevideo (Prado) 1961–1990 | Dades climàtiques a Montevideo (Prado) 1961–1990 | Dades climàtiques a Montevideo (Prado) 1961–1990 | Dades climàtiques a Montevideo (Prado) 1961–1990 | Dades climàtiques a Montevideo (Prado) 1961–1990 | Dades climàtiques a Montevideo (Prado) 1961–1990 | Dades climàtiques a Montevideo (Prado) 1961–1990 | Dades climàtiques a Montevideo (Prado) 1961–1990 | Dades climàtiques a Montevideo (Prado) 1961–1990 | Dades climàtiques a Montevideo (Prado) 1961–1990 | Dades climàtiques a Montevideo (Prado) 1961–1990 | Dades climàtiques a Montevideo (Prado) 1961–1990 |
| Mes | gen                                              | febr                                             | març                                             | abr                                              | maig                                             | juny                                             | jul                                              | ag                                               | set                                              | oct                                              | nov                                              | des                                              | anual                                            |
| --- | ------------------------------------------------ | ------------------------------------------------ | ------------------------------------------------ | ------------------------------------------------ | ------------------------------------------------ | ------------------------------------------------ | ------------------------------------------------ | ------------------------------------------------ | ------------------------------------------------ | ------------------------------------------------ | ------------------------------------------------ | ------------------------------------------------ | ------------------------------------------------ |
| Màxima rècord °C (°F)                                                                                                | 42.8 (109)                                       | 40.3 (104.5)                                     | 38.4 (101.1)                                     | 36.7 (98.1)                                      | 32.0 (89.6)                                      | 27.4 (81.3)                                      | 29.8 (85.6)                                      | 30.8 (87.4)                                      | 32.0 (89.6)                                      | 35.8 (96.4)                                      | 38.2 (100.8)                                     | 40.8 (105.4)                                     | 42.8 (109)                                       |
| Màxima mitjana °C (°F)                                                                                               | 28.4 (83.1)                                      | 27.5 (81.5)                                      | 25.5 (77.9)                                      | 22.0 (71.6)                                      | 18.6 (65.5)                                      | 15.1 (59.2)                                      | 15.0 (59)                                        | 16.2 (61.2)                                      | 18.0 (64.4)                                      | 20.5 (68.9)                                      | 23.7 (74.7)                                      | 26.5 (79.7)                                      | 21.4 (70.5)                                      |
| Mitjana diària °C (°F)                                                                                               | 23.0 (73.4)                                      | 22.5 (72.5)                                      | 20.6 (69.1)                                      | 17.2 (63)                                        | 14.0 (57.2)                                      | 11.1 (52)                                        | 10.9 (51.6)                                      | 11.7 (53.1)                                      | 13.4 (56.1)                                      | 16.0 (60.8)                                      | 18.6 (65.5)                                      | 21.3 (70.3)                                      | 16.7 (62.1)                                      |
| Mínima mitjana °C (°F)                                                                                               | 18.0 (64.4)                                      | 17.9 (64.2)                                      | 16.2 (61.2)                                      | 12.9 (55.2)                                      | 10.2 (50.4)                                      | 7.7 (45.9)                                       | 7.2 (45)                                         | 7.8 (46)                                         | 9.1 (48.4)                                       | 11.5 (52.7)                                      | 14.2 (57.6)                                      | 16.3 (61.3)                                      | 12.4 (54.3)                                      |
| Mínima rècord °C (°F)                                                                                                | 6.0 (42.8)                                       | 6.8 (44.2)                                       | 3.8 (38.8)                                       | 1.3 (34.3)                                       | −2.0 (28.4)                                      | −5.6 (21.9)                                      | −5.0 (23)                                        | −3.8 (25.2)                                      | −2.4 (27.7)                                      | −1.5 (29.3)                                      | 2.5 (36.5)                                       | 5.0 (41)                                         | −5.6 (21.9)                                      |
| Precipitació mitjana mm (polzades)                                                                                   | 86.8 (3.417)                                     | 101.5 (3.996)                                    | 104.6 (4.118)                                    | 85.5 (3.366)                                     | 89.0 (3.504)                                     | 83.1 (3.272)                                     | 86.4 (3.402)                                     | 88.2 (3.472)                                     | 93.9 (3.697)                                     | 108.5 (4.272)                                    | 89.3 (3.516)                                     | 84.4 (3.323)                                     | 1.101,2 (43,354)                                 |
| Mitjana de dies de precipitació (≥ 1.0 mm)                                                                           | 6                                                | 7                                                | 6                                                | 6                                                | 6                                                | 7                                                | 7                                                | 6                                                | 6                                                | 7                                                | 7                                                | 6                                                | 77                                               |
| Humitat relativa mitjana (%)                                                                                         | 68                                               | 69                                               | 73                                               | 75                                               | 78                                               | 82                                               | 80                                               | 77                                               | 74                                               | 71                                               | 71                                               | 67                                               | 74                                               |
| Mitjana mensual d'hores de sol                                                                                       | 294.9                                            | 230.6                                            | 222.8                                            | 179.6                                            | 164.2                                            | 129.7                                            | 139.7                                            | 164.4                                            | 182.3                                            | 239.0                                            | 248.9                                            | 285.3                                            | 2.481,4                                          |
| Font: Dirección Nacional de Meteorología (extremes 1901–1994) World Meteorological Organization (precipitation data) |                                                  |                                                  |                                                  |                                                  |                                                  |                                                  |                                                  |                                                  |                                                  |                                                  |                                                  |                                                  |                                                  |

## Història
| Esquerra: Riu de la Plata, ca. 1600. Dreta: Bruno Mauricio de Zabala, fundador de Montevideo. |  | Esquerra: Riu de la Plata, ca. 1600. Dreta: Bruno Mauricio de Zabala, fundador de Montevideo. |
| Esquerra: Riu de la Plata, ca. 1600. Dreta: Bruno Mauricio de Zabala, fundador de Montevideo. |  |                                                                                               |

Abans de la creació de la ciutat i de l'arribada dels europeus, la zona es trobava habitada per petites tribus nòmades d'amerindis, probablement en la seva majoria pels charrúas. El primer habitant europeu de l'actual Montevideo va ser el genovès Jorge Burgues.
Entre 1680 i 1683, per tal de desafiar la sobirania espanyola de la regió, els colonitzadors portuguesos del Brasil van establir diversos assentaments a les costes del Riu de la Plata, enfront de Buenos Aires, com la Nova Colonia do Sacramento. Malgrat tot, els espanyols no van intentar desallotjar els portuguesos fins al 1723, quan aquests van reforçar les alçades que envoltaven la badia de Montevideo. Una expedició espanyola provinent de Buenos Aires i organitzada pel governador espanyol en aquella ciutat, Bruno Mauricio de Zabala, va obligar els portuguesos a desallotjar la zona, en la qual els espanyols, finalment, començaren a poblar la nova ciutat. El 20 de desembre de 1726 es va confeccionar un cens d'habitants i, finalment, el 24 de desembre es va confeccionar un plànol delineatori de la ciutat a la que es va anomenar "San Felipe y Santiago de Montevideo", nom que posteriorment va ser abreujat. El 1828, la ciutat va ser designada com la capital de l'Uruguai.

### Origen del nom

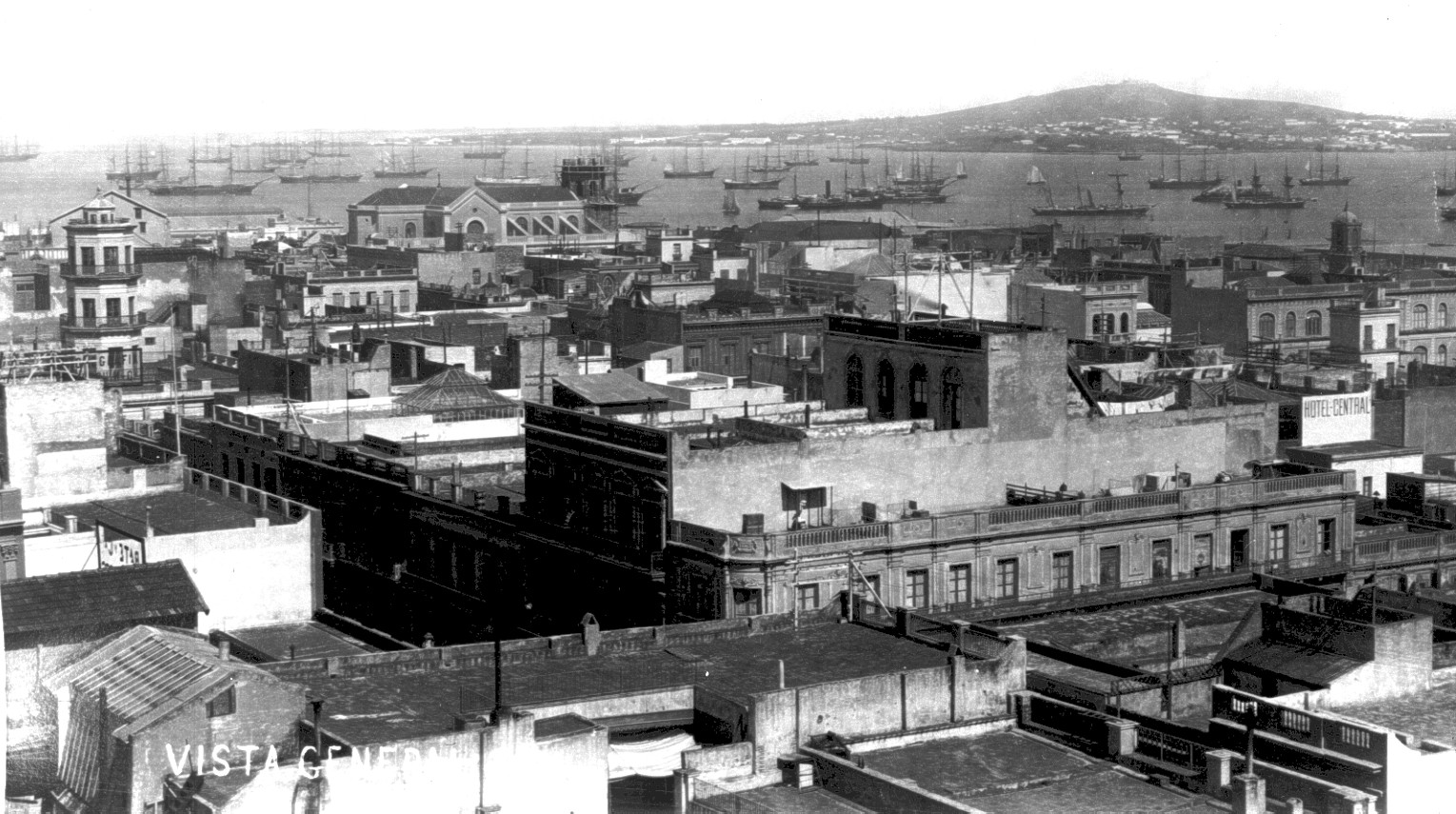
Turó de Montevideo des de la ciutat. Any 1865.

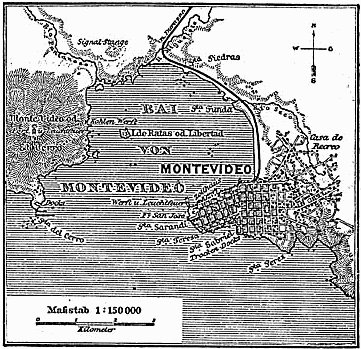
Mapa històric de Montevideo.

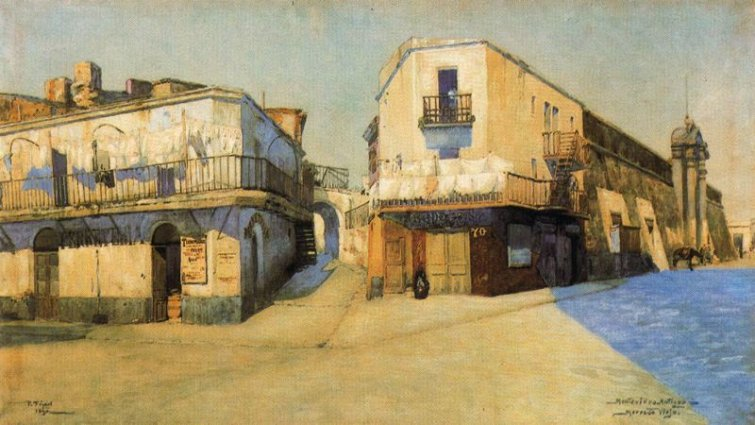
Montevideo,. Per Pedro Figari.

Existeixen, almenys, dues explicacions al voltant de l'origen del nom «Montevideo». La primera diu que el nom prové de l'expressió portuguesa "Monte vide eu", que vol dir "jo veig la muntanya". La segona diu que els espanyols anotaren la situació geogràfica del lloc com "Monte VI De Este a Oeste". El nom complet de la ciutat és San Felipe y Santiago de Montevideo (antigament, La Muy Fiel y Reconquistadora San Felipe y Santiago de Montevideo).
- Monte Vidi. - Origen documental.-  Prové del "Diari de Navegació" del mariner de Roses[20] de l'expedició de Fernão de Magalhães, Francesc Albo, qui va escriure: Dimarts de la dita (mes de gener de 1520) estàvem en dret del Cap de Santa María (Punta del Este), d'allí corre la costa "leste" (est) oest i la terra és sorrenca (i) en dret del cap "aí" (hi ha) una muntanya feta com un barret a la qual vam posar el nom de "Montevidi". Aquest és el més antic document espanyol que s'esmenta al promontori amb un nom similar al qual designa a la ciutat però en ell no es fa cap esment al suposat crit del "vigía".[18]
- "Monte Yvity Deus". Origen nadiu i documental.- Prové del llibre Yumaranei del jesuïta Lucas Marton (1746). Després d'explicar l'interès dels invasors a esborrar els noms nadius, exposa l'encert d'alguns historiadors en camuflar o interpolar expressions d'origen nadiu amb les llengües europees. Després diu: Sabut és, que els primers homes que fa mil·lennis van arribar a aquest continent, van detenir el seu camí en la forest que ells van nomenar "Forest de Déu", i la van prendre per sagrada. Avui els nadius li diuen Yvy’ty (del guaraní) "La Forest de l'Esperit". No va faltar avesat traductor portuguès, qui amant de la veritat i destriant la posteritat, s'avancés en vetllar tan sagrat nom de tan sant lloc, en Munti-Yviti/-Deus, en perfecta combinació de portuguès i guaraní. Resultant així essent Montevideo, la senzilla forma de nomenar a la forest que avui dona nom a la ciutat que s'aixeca als seus peus".
- "Monte vide eu". («Jo vaig veure una muntanya», en castellà monte). - Origen espontani.- La més difosa, però descartada per la majoria dels experts per considerar-la insostenible perquè aquesta expressió implica la barreja de diversos dialectes. Segons aquesta versió el nom provindria de l'expressió en portuguès que significa "Jo vaig veure una muntanya" (Yo vi un monte), frase pronunciada per un marí anònim pertanyent a l'expedició de Fernão de Magalhães en arribar al Cerro de Montevideo.
- "Monte-VI-D-E-O". (Monte VI De Este a Oeste).- Origen acadèmic.- Aquesta versió diu que els espanyols van anotar la situació geogràfica en un mapa o carta portulana, ja que el turó és la VI forest (he visto) que es veu sobre la costa navegant el Riu de la Plata d'est a oest. Amb l'esdevenir del temps es van unificar aquestes paraules i va quedar en «Montevideo». No s'han trobat proves contundents que permetin corroborar aquesta hipòtesi acadèmica, tampoc es pot assegurar amb certesa quines eren les cinc forests que s'albiraven abans que el Turó.
- "Monte Ovidio". (Monte Santo Ovidio; en català, Muntanya de Sant Ovidi).- Origen religiós.- Aquesta tercera hipòtesi mai no va tenir molts seguidors. Sorgeix d'una interpolació que apareix en el ja esmentat "Diari de Navegació" de Fernando de Albo, on s'establix que "corruptament anomenen ara Sant Vidio" quan es refereixen a la muntanya com un barret a la qual van posar per nom «Munti Vidi», és a dir, al Turó de Montevideo. Ovidio havia estat el tercer bisbe de la ciutat portuguesa de Braga, on va ser per sempre venerat, i a qui se'l va erigir un monument l'any 1505. Atès a la relació que els portuguesos van tenir sempre amb els orígens de la ciutat de Montevideo – descobriment, fundació – i, malgrat que aquesta hipòtesi com les anteriors, manca d'una documentació contundent, va haver qui van relacionar el nom del Sant Ovidi o Vidio que apareix en alguns mapes de l'època i, la consegüent derivació del vocable "Montevideo" per designar la regió des d'aquells primers anys del segle xvi.[18]

### Delseglexixal XX

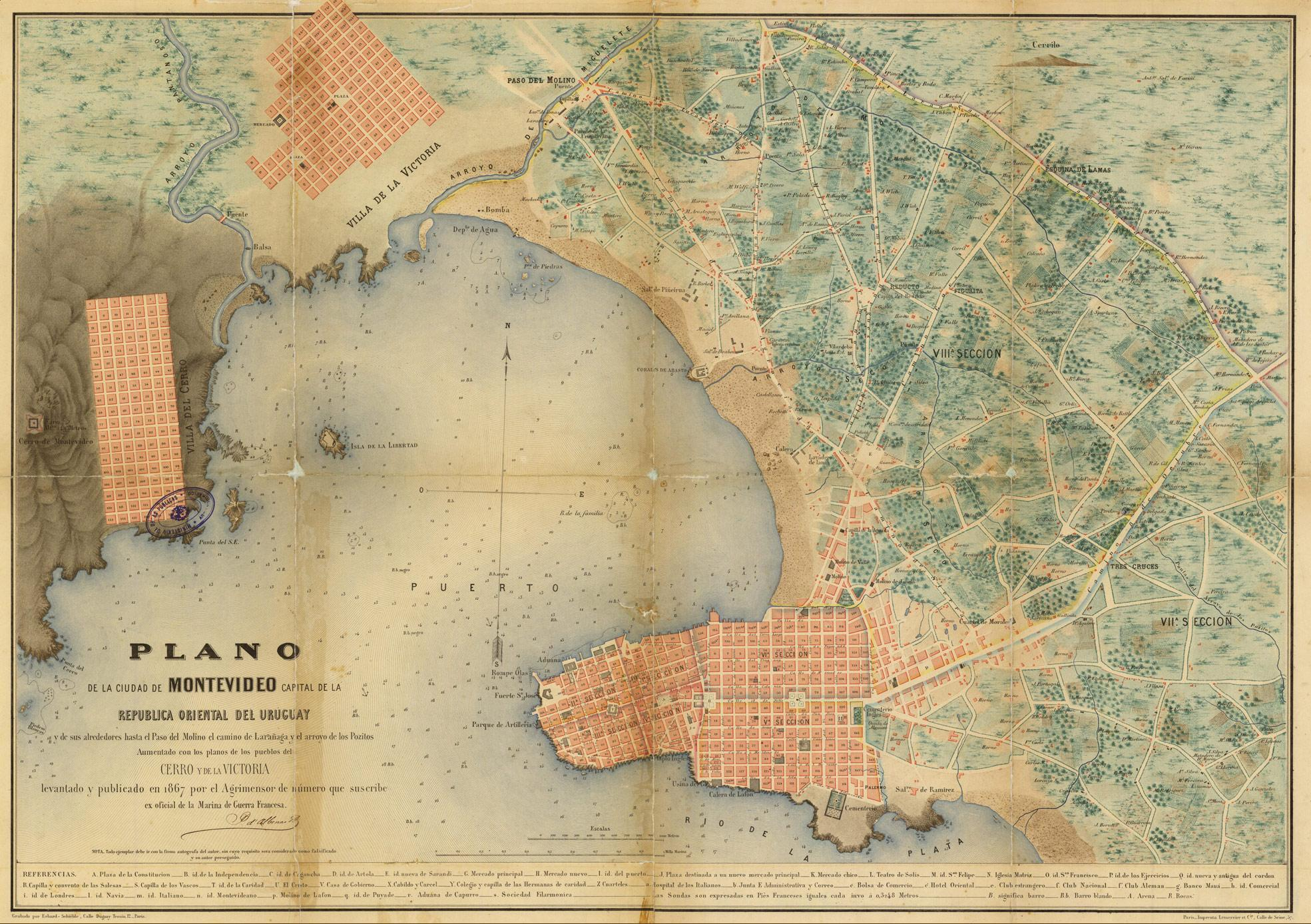
Mapa de Montevideo cap a l'any 1867.

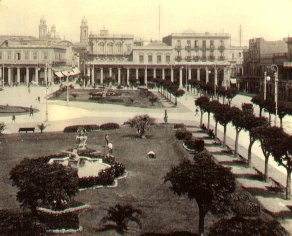
La Plaza Independencia, ca. 1900.

El 1807 els anglesos van invadir Montevideo i van lluitar contra els espanyols i els revolucionaris de Buenos Aires que, al costat dels habitants de la ciutat i de la resta de la llavors Banda Oriental, aconseguiran expulsar els britànics i desallotjar Montevideo després de vuit mesos de guerra. Tres anys després, quan les Províncies Unides del Riu de la Plata lluiten per la seva independència d'Espanya, el govern de Montevideo roman submís i lleial a les tropes espanyoles que van aconseguir refugi i asil en la seva fortalesa, amb l'empara i protecció de les autoritats locals. En aquesta època la ciutat s'estenia des de la Ciutat Vella (Ciudad Vieja), passant per la Porta de la Ciutadella, fins a la franja portuària i la fortalesa armada del turó, només ocupada per tropes militars.
El 1816 les tropes portugueses van invadir el territori i van proclamar la Província Cisplatina, amb el suport de França i d'Anglaterra, i la van annexar a la seva corona, la del Regne de Portugal, el Brasil i l'Algarve. Montevideo és, doncs, governada pels portuguesos fins a l'any 1822, quan el Brasil s'independitza. No obstant això, la revolució dels trenta-tres orientals, amb Juan Antonio Lavalleja com el seu líder, que provenia des de la ja independent Argentina, va enderrocar als invasors brasilers i va assetjar la ciutat, creant un front de guerra entre exèrcits revolucionaris i els lleials al Brasil. Amb la independència de l'Uruguai, el 1828, Montevideo va ser triada com la seva capital, la seu de govern i el port comercial del nou país.
El 1839 va començar la Guerra Gran, un conflicte bèl·lic que va involucrar als dos partits polítics tradicionals de l'Uruguai (el Colorado i el Nacional) i als seus respectius capdavanters i representants, Fructuoso Rivera i Manuel Oribe. Durant el conflicte, que es va estendre fins a 1852, la ciutat va ser escenari de sagnants disputes entre bàndols enfrontats i entre dos governs aleatoris i simultanis, encapçalats per Joaquín Suárez i el mateix Manuel Oribe, que desafiava la seva autoritat. La guerra va involucrar més tard a faccions del govern argentí, als brasilers i a francesos, anglesos i italians, sota el seguiment de Giuseppe Garibaldi.
El 1888 es va registrar un terratrèmol que va afectar part de l'arquitectura de Montevideo. Cap a l'any 1900 va començar a arribar una onada d'immigrants europeus, sobretot espanyols i italians, però també alemanys, francesos i d'altres pobles del país i de la regió. La ciutat va començar a créixer estrepitosament, fins a superar tres vegades el seu límit original.

### Primera meitat delseglexx

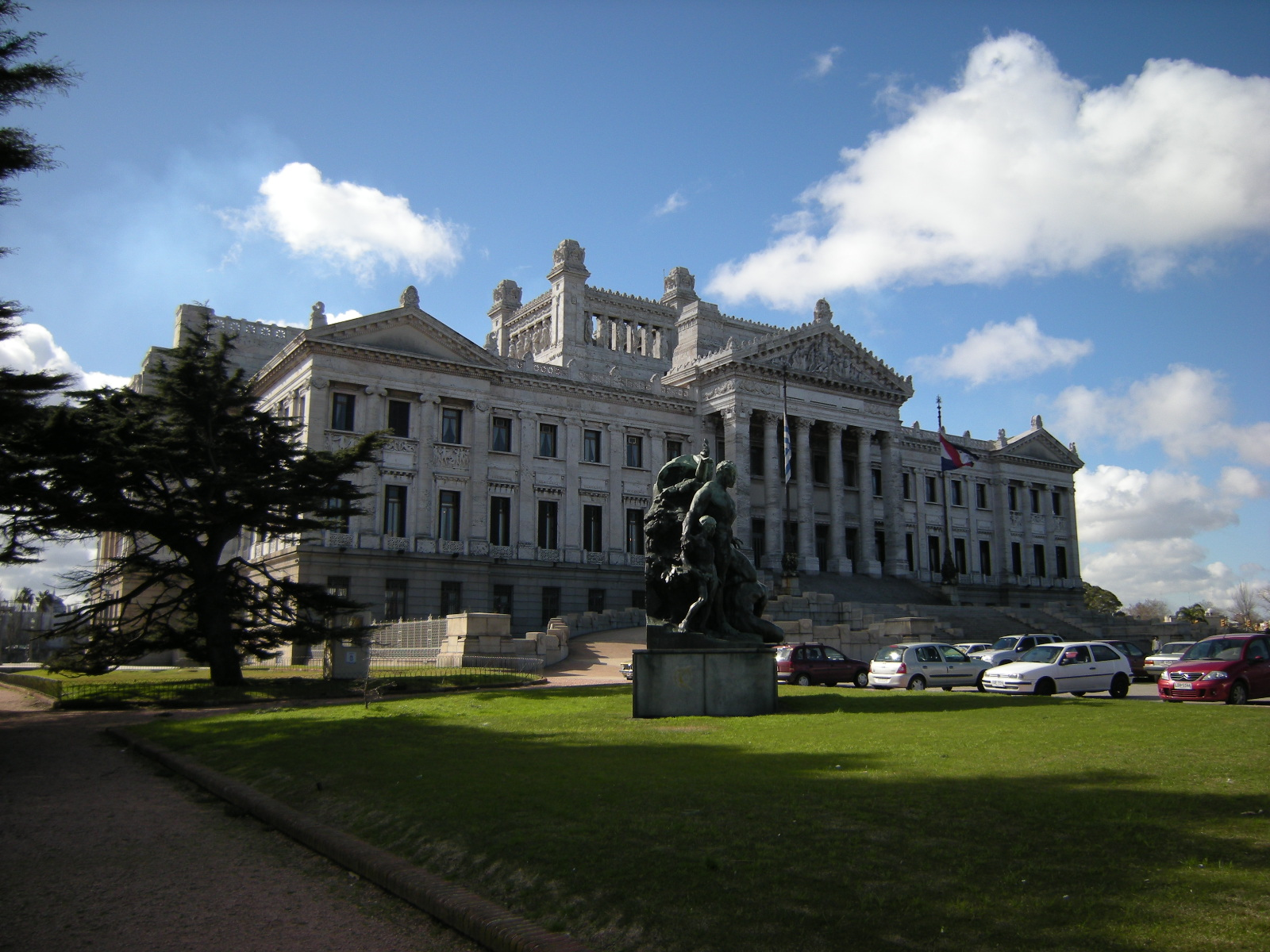
El Palau Legislatiu, actual seu del Parlament uruguaià, va ser fundat el 1925 amb marbres i materials portats de Grècia i Itàlia, principalment.

Montevideo va tenir el seu període de major creixement econòmic durant les primeres tres dècades del segle xx. L'arribada d'immigrants europeus va ocasionar que la ciutat s'expandís i quintupliqués la seva població. La construcció, l'edificació i la instal·lació de bancs, empreses i indústries tèxtils i portuàries, va assegurar una època de prosperitat financera. Políticament, Montevideo també va recobrar la pau després dels enfrontaments del passat segle, i va albergar a nombrosos col·lectius d'immigrants que arribaven amb vaixell a través del port. S'estima que la població estrangera, de diversos països europeus, va arribar a ésser del 30%, la més alta registrada en tota la història de la ciutat i del país.
El 1925, l'urbanisme va començar a projectar noves construccions a semblança de les europees. Va arribar l'asfalt i la senyalització de carrers i avingudes. Es van construir places i col·legis. L'any va acabar amb la inauguració de l'emblemàtic Palau Legislatiu (seu del parlament nacional), per a commemorar els cent anys de la primera declaració d'independència.
El 1930 es va crear l'Estadio Centenario que, com el seu nom indica, va reflectir el centenari de la independència de l'Uruguai, i va albergar el primer mundial de futbol de la història, amb una final entre les seleccions de l'Argentina i Uruguai, i amb victòria d'aquest últim equip.
Montevideo es va mantenir neutral durant les primeres dues guerres mundials. No obstant això, els aliats, encapçalats pels Estats Units, van utilitzar en algunes ocasions el port de Montevideo i van combatre contra bucs alemanys en aigües del Riu de la Plata, després de la negativa argentina de concedir el seu port a les flotes en conflicte.

### Dictadura i tornada a la democràcia

Bandera dels Tupamaros.

El país va travessar diverses dictadures des de la seva independència, com la de Gabriel Terra, Lorenzo Latorre o Máximo Santos, entre d'altres. La més important, no obstant això, va ser la qual va tenir lloc entre els anys 1970 i 1980. La dictadura de Bordaberry i els seus successors, fins al retorn a la democràcia el 1985, amb el president Julio María Sanguinetti, va provocar un clima d'inestabilitat social, endarreriment econòmic i persecució civil. Montevideo va ser escenari d'enfrontaments entre guerrillers tupamaros i militars. Va haver molts detinguts i milers de desapareguts i afusellats. Els moviments d'esquerra van començar a ressorgir de forma clandestina i centenars de persones van fugir i van buscar exili en països veïns o a Europa. La ciutat va veure truncat el seu creixement i no va poder recuperar-se fins recentment. La immigració es va detenir i va començar l'emigració. La universitat va ser clausurada durant algun temps i el panorama econòmic de prosperitat es va veure seriosament afectat.
Amb el retorn de la democràcia, el 1985, la ciutat es va anar recuperant i van començar a ressorgir partits polítics i grups radicals, tals com el Partit Socialista de l'Uruguai (PSU). La població es va mantenir en la seva línia regular i no va haver major creixement. D'altra banda, els immigrants que havien arribat al començament de segle ja havien deixat la seva empremta en la ciutat, en la seva gent i en la seva arquitectura i estil de vida.
En els instituts va començar a ensenyar-se la llengua dels avantpassats europeus. L'italià va cobrar força i el francès era llengua de curs obligatori durant els primers tres anys d'ensenyament secundari obligatori.

### Esdeveniments
- 1726 Bruno Mauricio de Zabala, colonitzador espanyol i governador de Buenos Aires, funda el primer assentament amb famílies de Buenos Aires i les Illes Canàries.[22]
- 1751-1814 Es crea la Governació de Montevideo, pel Tractat de Madrid de 1750. El militar i polític espanyol José Joaquín de Viana es proclama com el primer governador de la ciutat.
- 1764 Neix José Gervasio Artigas, heroi nacional.
- 1778 Es crea el Correu Ultramarí Montevideo-La Corunya.
- 1807 Els anglesos, al comandament de Sir Samuel Auchmuty, envaïxen Montevideo.
- 1810 Durant la Revolució de Maig, a l'Argentina, les autoritats de Montevideo són fidels a Espanya. Les tropes espanyoles, amb el suport de les forces locals, ataquen a Buenos Aires des del port de Montevideo.
- 1816-1822 Els portuguesos invadeixen Montevideo. Es crea la Província Cisplatina.
- 1828 Es crea la primera Constitució de l'Uruguai a Montevideo, després de la seva independència. Montevideo es converteix en la capital del nou país.
- 1843-1852 La Guerra Gran i la lluita entre els dos primers partits polítics del país.
- 1849 Dámaso Antonio Larrañaga crea la Universitat de la República.
- 1866 Arriba el telègraf.
- 1867 Epidèmia de febre groga.
- 1888 Es registra un fort terratrèmol.
- 1889 Fundació del barri Reus.
- 1894 Es crea el nou port de Montevideo.
- 1897 El llavors president Juan Idiarte Borda és assassinat.
- 1900 Comença l'arribada d'immigrants europeus (espanyols, italians, alemanys i francesos, entre altres).
- 1901 Fundació de la Rambla.
- 1908 Es crea la Intendència Municipal de Montevideo, l'ajuntament de la ciutat.
- 1925 Es crea el Palacio Legislativo, seu del Parlament de l'Uruguai.
- 1930 Es crea l'Estadio Centenario, seu del primer mundial de futbol de la història, amb victòria de l'Uruguai sobre l'Argentina per 2-1.
- 1960 Es crea l'ALALC (Associació Llatinoamericana de Lliure Comerç), pel Tractat de Montevideo.
- 1973-1985 La dictadura militar deixa milers de desapareguts i morts.
- 1980 Se signa el Tractat de Montevideo. Es crea l'ALADI, formada pels països de Llatinoamèrica, amb seu a Montevideo.
- 1985 Tornada a la democràcia.
- 1991 Es crea el Mercosur, amb seu diplomàtica a Montevideo.
- 1994-1995 Se celebra el torneig ATP de tennis de Montevideo. Des d'aquesta data fins a l'actualitat se celebra el Torneig Challenger.
- 1995 Se celebra la final de la Copa Amèrica de futbol, amb victòria de l'Uruguai sobre el Brasil per 2-1.
- 2003 Es crea la Torre Antel, obra de l'arquitecte Carlos Ott.
- 2006 Se celebra la XVI Cimera Iberoamericana: Migracions, un desafiament global.

## Evolució demogràfica
El 1860 Montevideo tenia 57.913 habitants incloent-hi un grup de persones d'origen africà que van ser portats a la ciutat com a esclaus i van obtenir la seva llibertat a mitjan segle. Cap al 1880, la població s'havia quadruplicat, principalment gràcies a la massiva arribada d'immigrants europeus. El 1908, la població ja assolia els 309.331 habitants. Al llarg del segle xx la ciutat va continuar sent un centre on hi arribaven immigrants d'Europa, especialment d'Espanya i Itàlia, seguits per francesos i alemanys, anglesos, polonesos, grecs, hongaresos, russos, libanesos, armenis, i jueus de diversos orígens. L'última onada d'immigrants va tenir lloc entre 1945 i 1955.
D'acord amb les dades del cens del 2004, Montevideo tenia 1.325.968 persones, contra la població total de l'Uruguai de 3.241.003 habitants. La població femenina era de 707.697 (53,4%) mentre que la masculina assolia els 618.271 (46,6%). La població va decréixer respecte al cens previ de l'any 1996, amb un percentatge de creixement anual de −1.5 per mil. El decreixement constant ha estat documentat des del cens del període corresponent a 1975–1985, el qual mostrava un percentatge de −5.6 per mil. El decreixement es deu principalment a la baixa natalitat, a un lleuger augment de la mortalitat infantil, i en menor mesura a l'emigració. La taxa de natalitat va caure un 19% des de 1996 (17 per mil) fins al 2004 (13,8 per mil). No obstant això, la mortalitat va començar a disminuir per a tots dos sexes en 1,73 anys.
L'abril de 2006, Montevideo va ser qualificada per la consultora Mercer Human Resources Consulting com a la ciutat d'Amèrica Llatina amb la millor qualitat de vida, al lloc 76 al món sobre un total de 350 ciutats.

## Organització administrativa

### Intendència Municipal de Montevideo

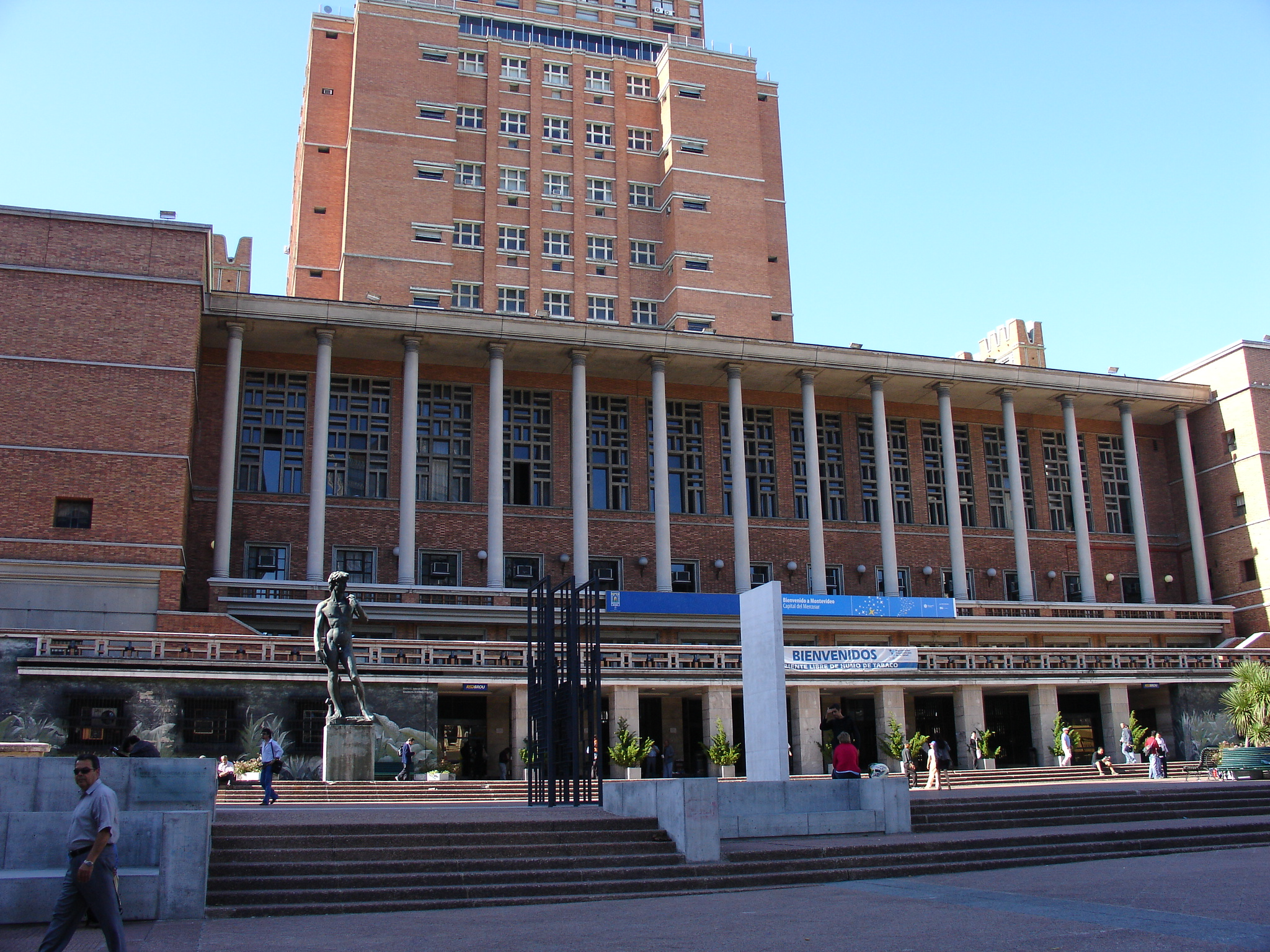
Intendència (IMM).

La Municipalitat de Montevideo va ser creada per acta legal el 18 de desembre de 1908. El primer intendent (1909–1911) va ser Daniel Muñoz. Les municipalitats van ser eliminades per la Constitució de 1918, i restaurades el 1933 durant la dictadura militar de Gabriel Terra. La Constitució de 1952, però, va decidir eliminar-les novament. Les municipalitats van ser reemplaçades per consells departamentals, els quals estaven formats per un cos col·legiat executiu de 7 membres de Montevideo i per 5 de l'interior del país. Finalment, les municipalitats van ser instal·lades de nou el 1967 i funcionen actualment.
Des de 1990, Montevideo va ser parcialment descentralitzada en 18 àrees; l'administració i els serveis de cada zona són competència dels centres comunals zonals (CCZ), els quals es troben subordinats a la Municipalitat de Montevideo. Els límits dels districtes municipals de Montevideo es van establir el 12 de juliol de 1993, i van ser successivament esmenats el 19 d'octubre de 1993, el 6 de juny de 1994 i el 10 de novembre de 1994.
El govern de la ciutat de Montevideo compleix una sèrie de funcions, incloent-hi la comunicació amb el públic, la promoció d'activitats culturals, temes socials, medi ambient i trànsit. La seva seu és el Palacio Municipal, sobre l'avinguda 18 de Julio, al barri del Centro de Montevideo.
Un altre òrgan, la Junta Departamental, o el Parlament de Montevideo, governa el departament de Montevideo. La Junta, formada per 31 membres de forma honorària, és la responsable de coses com la llibertat dels ciutadans, la regulació d'activitats culturals, el nomenament de carrers i llocs públics, i la ubicació de monuments; també respon a les propostes de l'intendent en diverses circumstàncies. La seva seu i centre d'operació és la Casa de Francisco Gómez, a la Ciudad Vieja.

### Intendents de Montevideo
1. Daniel Muñoz (1909–1911)
2. Ramón V. Benzano (1911–1914)
3. Juan M. Aubriot (1914–1914)
4. Santiago Rivas (1914–1915)
5. Francisco Accinelli (1915–1919)
6. Alberto Dagnino (1933–1937)
7. Luis Alberto Zanzi (1937–1938)
8. Horacio Acosta y Lara (1938–1942)
9. Benigno Paiva (1942–1942)
10. Pedro Onetti (1942–1943)
11. Juan Pedro Fabini (1943–1947)
12. Andrés Martínez Trueba (1947–1948)
13. Álvaro Correa Moreno (1950–1951)
14. Germán Barbato (1951–1954)
15. Armando Malet (1954–1955)
16. Membres del Consell Departamental (1955–1967)
17. Glauco Segovia (1967–1967)
18. Carlos Bartolomé Herrera (1967–1969)
19. Oscar Víctor Rachetti (1969–1971)
20. E. Mario Peyrot (1971–1972)
21. Oscar Víctor Rachetti (1972–1983)
22. Juan Carlos Payssé (1983–1985)
23. Aquiles R. Lanza (1985–1985)
24. Julio Iglesias Álvarez (1985–1986)
25. Eduardo Fabini Jiménez (1989–1990)
26. Tabaré Vázquez (1990–1994)
27. Tabaré González (1994–1995)
28. Mariano Arana (1995–2000 / 2000–2005)
29. Adolfo Pérez Piera (2005)
30. Ricardo Ehrlich (2005–2010)
31. Hyara Rodríguez (2010)
32. Ana Olivera (2010-2015)
33. Daniel Martínez Villamil (2015-2019)
34. Christian di Candia (2019–actualitat)

## Economia

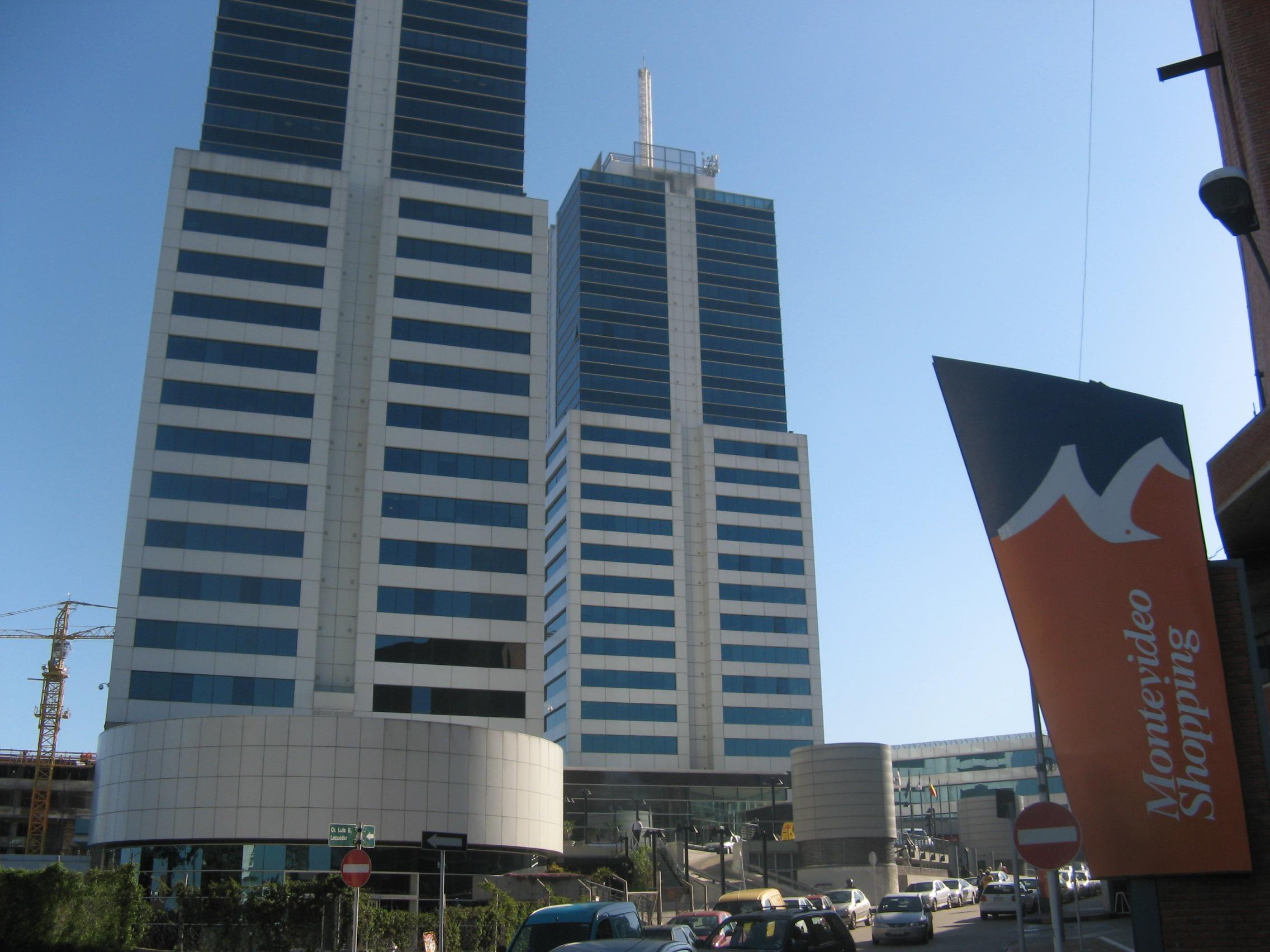
World Trade Center de Montevideo.

Montevideo va ser durant molt temps una ciutat industrial, dedicada a la tasca portuària per la seva condició de port natural sobre el Riu de la Plata. Els sectors industrials més representatius de Montevideo són la indústria agropecuària, tèxtil, farmacèutica, electrònica, i d'impremta. En serveis Montevideo destaca per les activitats informàtiques i culturals.
La badia de Montevideo és el seient del port de la ciutat i una de les raons per les quals es va fundar la mateixa. Dona resguard natural a les embarcacions, encara que avui existeixen dues esculleres que protegeixen l'entrada del port de l'onatge. Aquesta característica de port natural ho fa molt competitiu amb l'altre gran port del Riu de la Plata, que és el port de Buenos Aires.
La proximitat del port ha afavorit la instal·lació de diverses indústries en l'àrea de la badia, especialment exportadors/importadors o relacionades a l'activitat portuària o naval. Es troba en aquesta zona la central termoelèctrica José Batlle y Ordóñez, la refineria de petroli de La Teja, frigorífics, molins de grans, dipòsits navals, etc. Aquesta concentració d'indústries ha generat la situació que, si bé des del punt de vista paisatgístic és una àrea amb gran potencial, els habitants de la ciutat no la tenen entre els seus llocs preferits per a viure. Així, certes zones del barri de L'Aguada, a pocs minuts del centre de la ciutat, amb tots els serveis urbans (il·luminació, transport, etc.) tenen una densitat de població relativament baixa.

## Paisatge urbà

### Barris i municipis

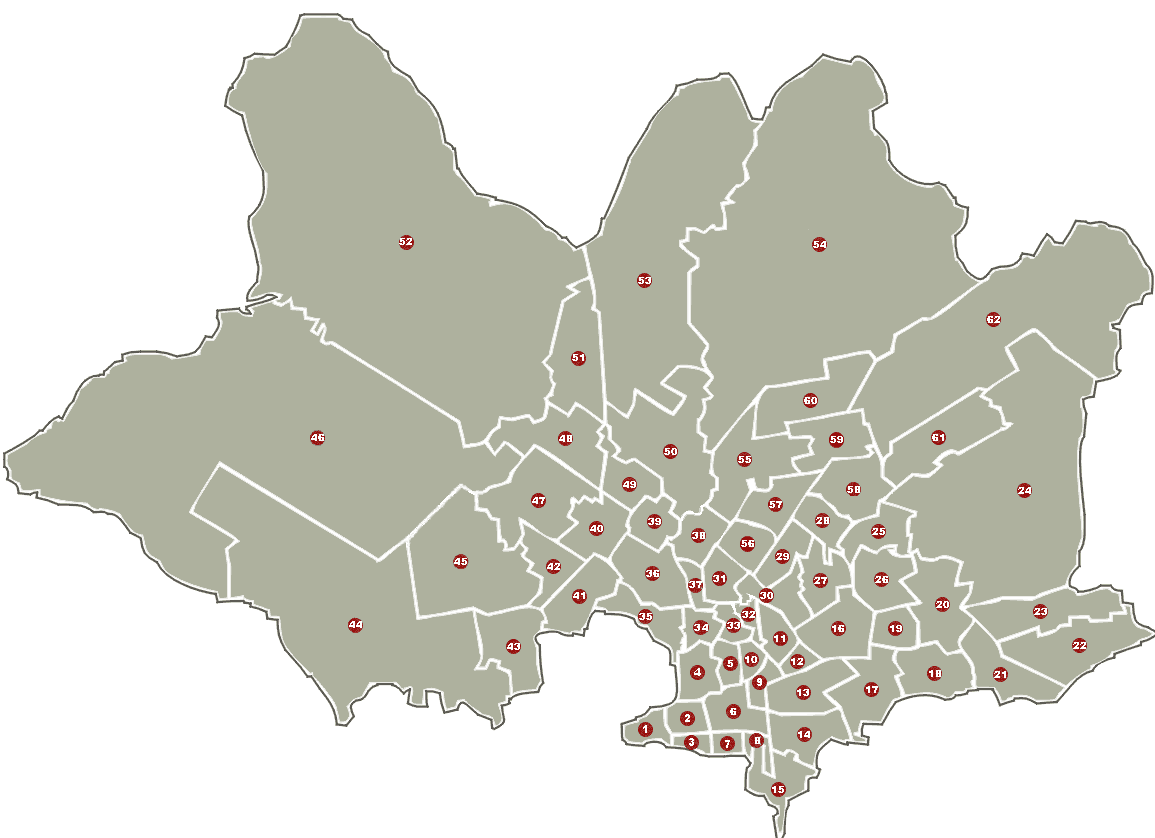
Mapa del departament de Montevideo.

El 2010 la ciutat de Montevideo es va subdividir en 8 municipis polítics, identificats amb les lletres que van de l'A a la G, incloent-hi la CH, cadascun dels quals té un alcalde elegit democràticament pels ciutadans que viuen en cada municipi. Aquesta divisió, segons la Intendència de Montevideo, "intenta descentralitzar el govern al departament de Montevideo, amb una participació més directa dels ciutadans." El cap de cada municipi es diu alcalde i (en cas de ser dona) alcaldessa.
De més importància encara és la divisió de la ciutat en 62 barris (barrios): Molts dels barris —com Sayago, Ituzaingó i Pocitos— eren municipis independents, més endavant absorbits pel ràpid creixement de la ciutat. Altres van néixer al costat de les indústries, com per exemple la salaó a Villa del Cerro i l'adoberia a Nuevo París. Cada barri té la seva pròpia identitat, ubicació geogràfica i activitats socioculturals. Un barri de gran importància és la Ciudad Vieja, envoltada per un mur protector fins a l'any 1829. Aquesta zona alberga la majoria dels edificis més destacats del període colonial i dels primers anys de la independència.
Els nombres entre parèntesis es corresponen amb el nombre de la situació geogràfica en el mapa. Alguns dels més importants són:
- Zona Sud:

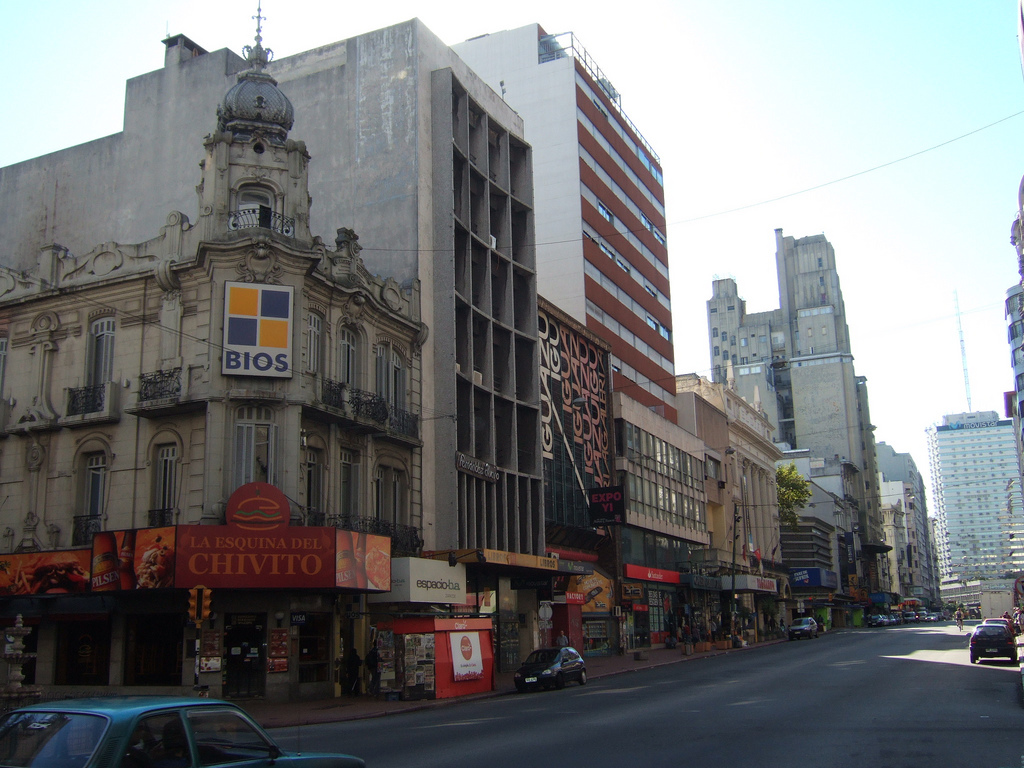
Avenida 18 de Julio, al barri del Centro.

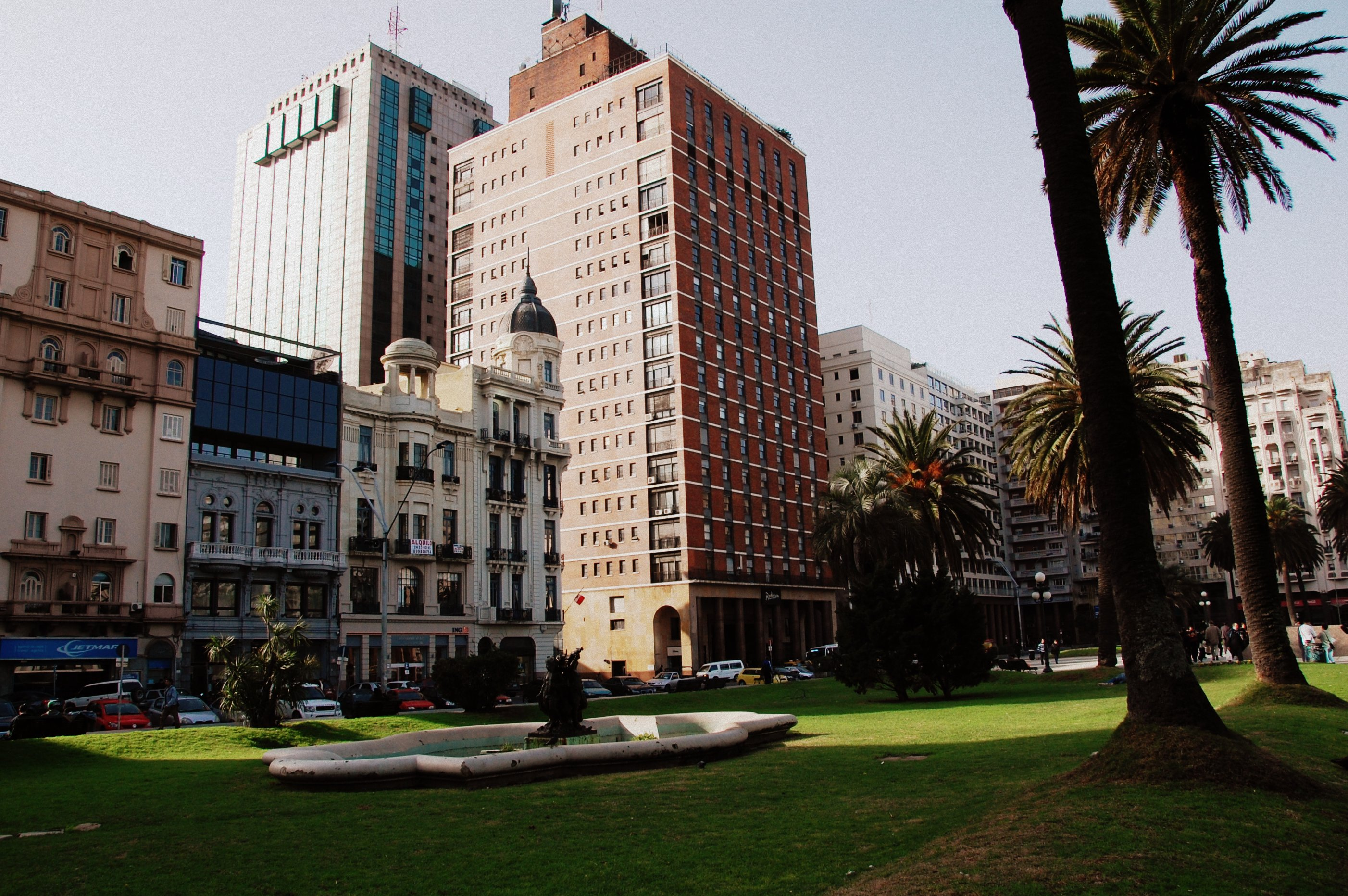
Plaça al barri Centro.

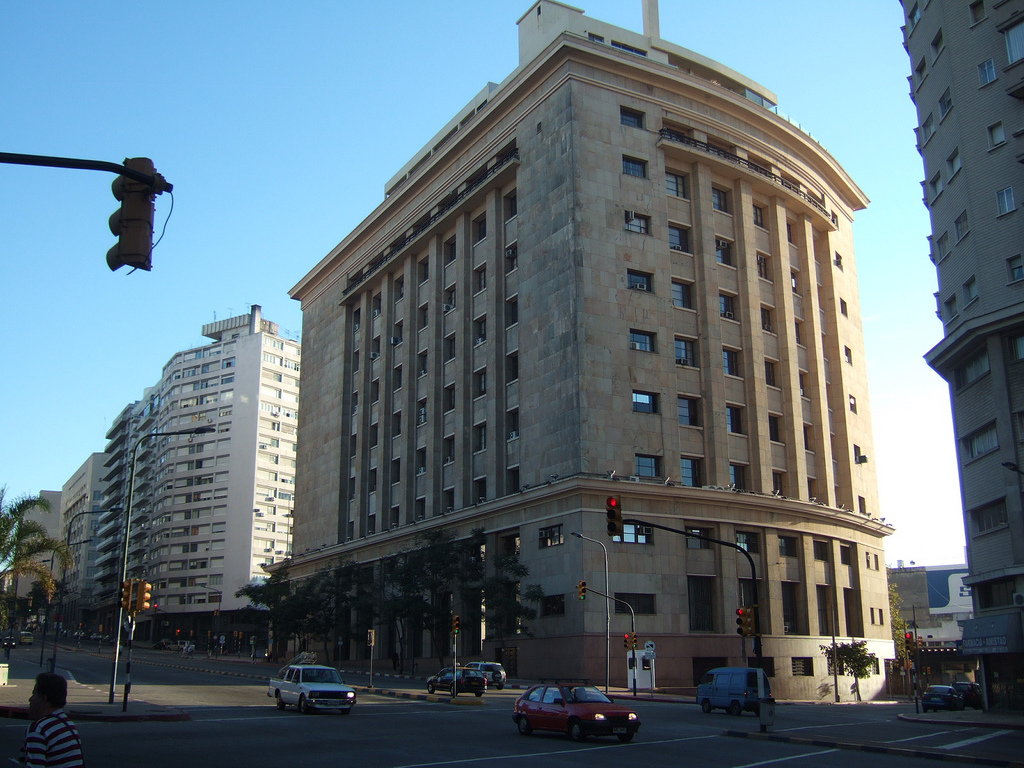
Avenida Libertador.

- - Ciudad Vieja (1): comprèn els límits de l'antic establiment colonial. Acaba en la Porta de la Ciutadella. Posseïx l'arquitectura més antiga de la ciutat, amb carrers estrets, llambordes, i construccions dels segles xviii i xix. L'Iglesia Matriz, així com el Registre Civil i altres oficines governamentals, operen en aquest barri.
  - Centro (2): és el barri comercial, cultural i empresarial per excel·lència de Montevideo. Les principals marques, diversos instituts, centres recreatius, restaurants, cinemes, hotels, bancs, places i residències se situen en aquest barri que té a l'Avenida 18 de Julio com el seu eix principal.
  - Barrio Sur (3): és un barri residencial, amb edificis i antigues construccions. Té l'índex més elevat de població d'origen africà del departament. Té costes marítimes i desemboca en la Rambla. Moltes celebracions associades amb la cultura africana (candombe) tenen lloc en aquest barri.
  - (La) Aguada (4): és un barri comercial i residencial, amb gratacels i habitatges familiars. Posseïx diverses avingudes i carrers importants. Destaca l'Avenida Libertador. Alberga al Palau Legislatiu, seu del Parlament, les facultats de Química i Medicina, algunes entitats bancàries, un canal de televisió, places i diverses institucions. És humit i té un dipòsit d'aigua subterrani. També és la seu del club de bàsquet del mateix nom, rellevant en la lliga esportiva nacional.
  - Cordón (6): igual que el Centro, té oficines, comerços i residències. És un barri urbanitzat, cèntric, i que serveix de nexe entre la zona residencial i la industrial.
  - Parque Rodó (8): és un petit barri que es troba al costat de Punta Carretas. Té habitatges, platges, una zona boscosa i parcs de diversions. Rep el seu nom de l'escriptor José Enrique Rodó.
  - Tres Cruces (9): és un barri cèntric i ampli. Alberga la terminal d'autobusos i el centre comercial del mateix nom.
  - La Comercial (10): és un barri pròxim al centre de la ciutat. Té residències i mercats artesanals. Alberga l'església on es venera a Sant Pancracio.
  - Parque Batlle, Villa Dolores (13): posseïx una àmplia zona residencial, amb molts arbres i passatges comercials. Alberga el zoològic de Montevideo, alguns hospitals, i s'estén fins a la zona de l'Estadi Centenario. Destaca l'avenida de Cataluña. Rep el seu nom del dues vegades president del país, José Batlle y Ordóñez.
  - Pocitos (14): és un barri residencial, un dels més cars de la ciutat, i amb àmplies costes sobre la Rambla, amb platges sobre el Riu de la Plata. Aquí funcionen hotels, restaurants i algunes oficines.
  - Punta Carretas (15): és gran en extensió i té un ampli centre comercial, avingudes i habitatges. És un dels barris més poblats de Montevideo. Antigament funcionava un centre penitenciari que va ser suprimit i substituït per un centre comercial.
  - Brazo Oriental (31): petit barri residencial del centre-sud.
- Zona Est:

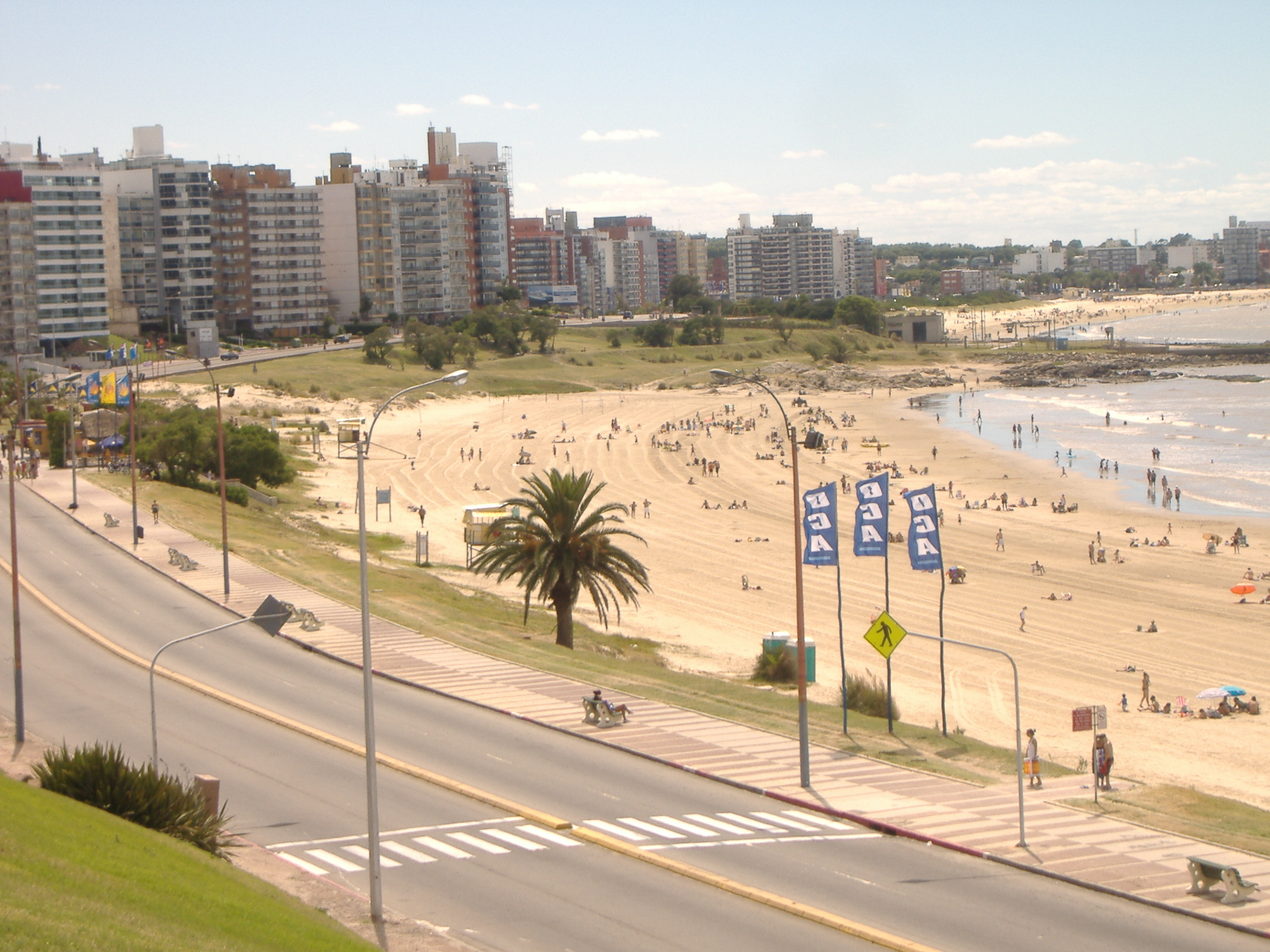
Platja del Buceo.

- - Unión (16): o La Unión, és un barri comercial amb rellevància històrica. Va ser escenari de nombroses batalles durant la Guerra Gran del segle xix. Destaca l'Avenida 8 de Octubre.
  - Buceo (17): té una àmplia zona portuària, una costa marítima amb platges, edificacions, comerços, instituts i un dels cementiris més importants de la ciutat. És un barri molt transitat.
  - Malvín (18): representa una vasta zona residencial amb parcs i places. Posseïx una costa marítima amb unes de les platges més freqüentades del departament, i es troba a deu minuts del centre de Montevideo.
  - Punta Gorda (21): barri costaner que serveix de nexe entre Carrasco i la zona edificada de Montevideo. Destaca la Rambla.
  - Carrasco (22): s'estén sobre el litoral sud-est del departament i limita amb una sèrie de balnearis del departament de Canelones. Posseïx una àmplia franja costanera amb platges, terrenys verges, residències i un centre comercial. Destaca l'Avenida Italia i la seva proximitat a l'aeroport internacional del mateix nom.
  - Maroñas (26): barri obrer i rural amb petites urbanitzacions i un important hipòdrom.
- Zones Nord i Oest:

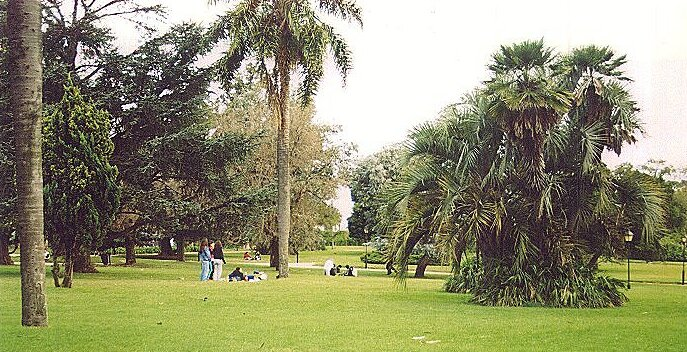
El Prado.

- - Sayago (49): és important des del punt de vista del transport per ferrocarril, no sol per la seva estació sinó perquè aquí se situa l'entroncament entre les vies fèrries que es dirigeixen al nord i litoral oest de l'Uruguai i les quals es dirigeixen a la zona est i nord-est.
  - (El) Prado (36): és un dels barris més verds de la ciutat. Té nombrosos parcs, places, residències i museus.
  - La Teja (41): és un barri obrer i industrial, amb habitatges humils. Aquí opera la refineria petrolífera Ancap.

### Passejos

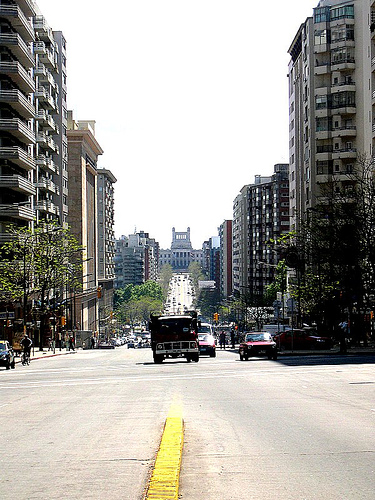
Avenida Libertador.

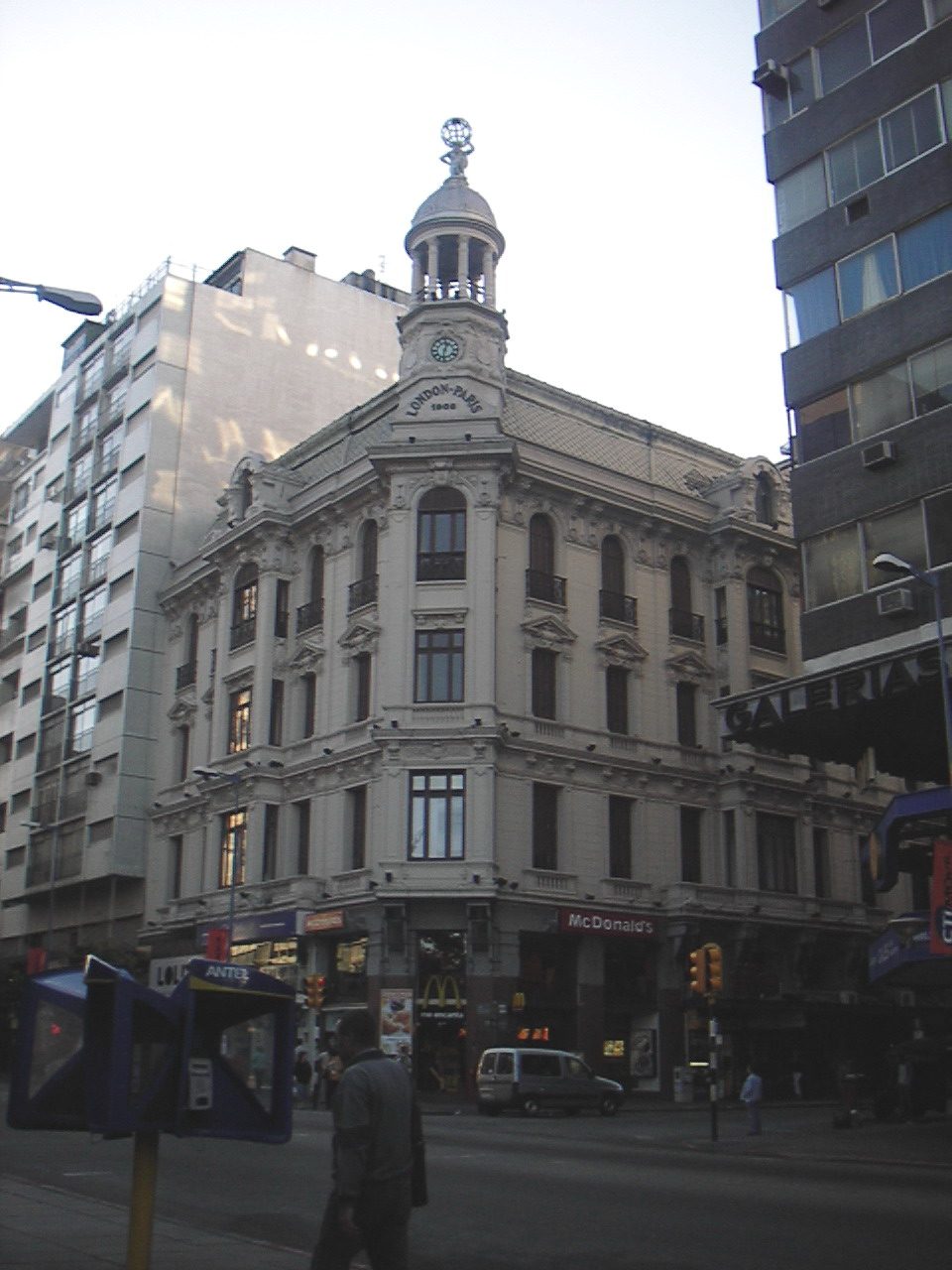
Avenida 18 de Julio.

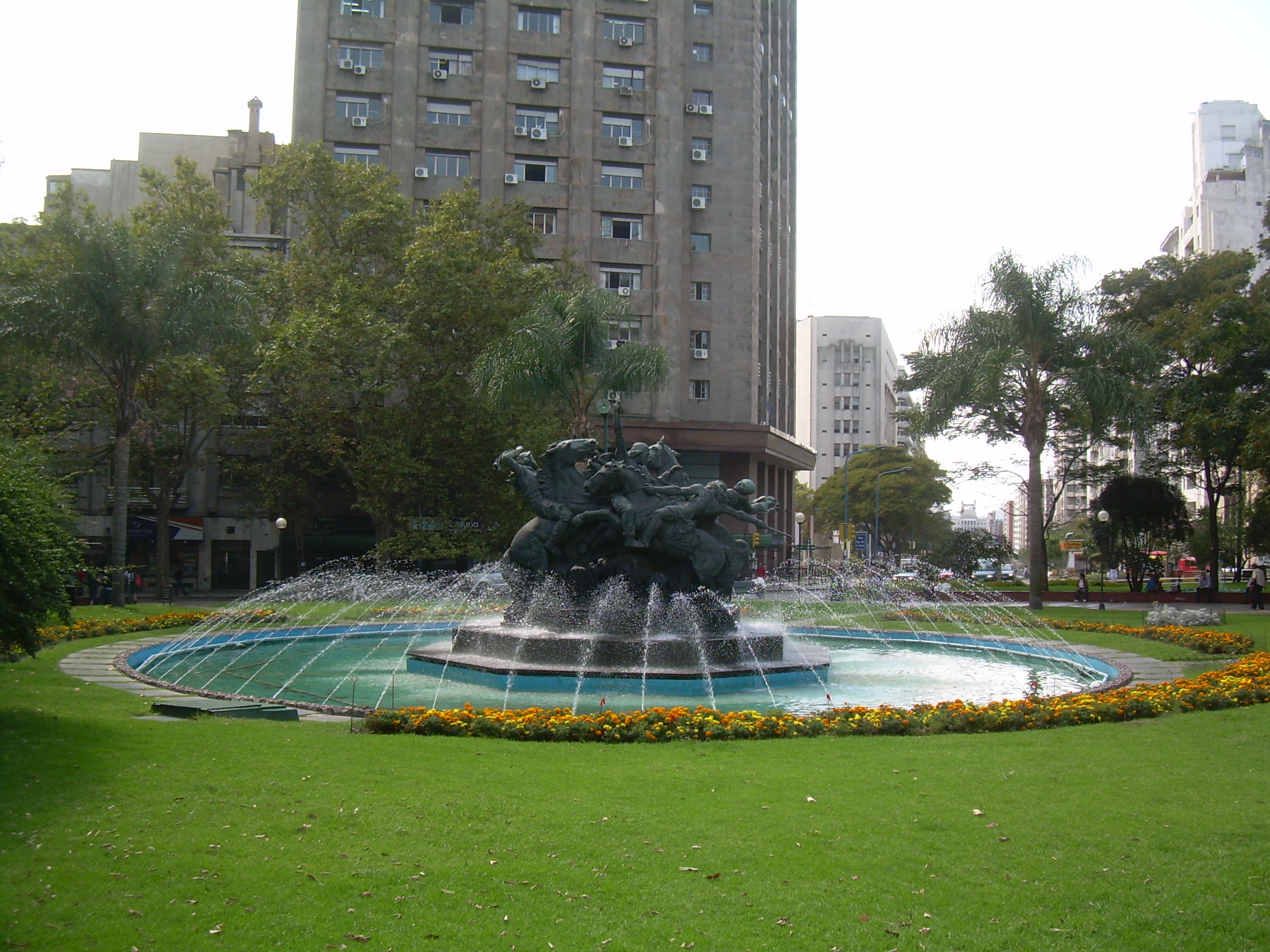
La Plaza del Entrevero.

Existeixen passejos, sortides, llocs d'entreteniment i diverses atraccions. Com amplis passejos verds, tant dintre de la ciutat com en la perifèria, es destaquen el barri Parque Rodó que compta amb un ampli parc de 25 hectàrees; el Parc Batlle, amb diversos quilòmetres d'extensió situat a la zona de Villa Dolores, on es troben l'Estadio Centenario (seu de partits clàssics com els de Peñarol i Nacional), lloc on es va realitzar el primer mundial de futbol de la història; dos estadis de futbol més i el velòdrom de la ciutat, així com la pista d'atletisme; el barri del Prado també oferix amplis espais verds i naturals; al barri del Cerro, mirant a la costa està el Parque Dr. Carlos Vaz Ferreira juntament amb el club de golf del Cerro; en la zona de Santiago Vázquez, en el límit oest amb el departament de San José, està el Parc Zoològic Lecocq i al sud del mateix el Parc Artigas.
A més, la ciutat té importants museus, entre els quals destaquen el Museu Torres García, el Museu Gurvich, el Museu Nacional d'Arts Visuals i el Museu Juan Manuel Blanes. A l'exterior del Museu Juan Manuel Blanes es pot visitar un pintoresc jardí japonès amb un estany on s'aprecien més de cent carpes (peixos).
Els centres comercials s'han convertit en una important atracció per als habitants locals i els turistes, els quals fan les seves visites i compres de tota classe d'articles i artesanies nacionals i importades.
Diverses fires desperten l'interès dels visitants: Tristán Narvaja (diumenges), en el cèntric barri de Cordón; Villa Biarritz i La Teja (dissabtes i dimarts), Parque Rodó (diumenges), Piedras Blancas i Belvedere (també els diumenges), on es poden trobar des d'obres d'art originals fins a "aquella" rosca que necessitem per al rellotge antic.
Diverses empreses multinacionals també tenen la seva participació a Montevideo. Entre elles, per només esmentar algunes, es troben: cases de menjar ràpid (Burger King, Mc Donald's, Il Mondo della Pizza), botigues de roba i calçats (Zara, Hush Puppies, Dolce & Gabani), hipermercats (cadena comercial USA, Corte Inglés), centrals informàtiques (Starmedia), companyies de mitjans de comunicació (Telefónica, Movistar), hostaleria catalana (Barceló), etcètera.
La majoria dels comerços importants i del moviment empresarial es concentra en l'avinguda principal de la ciutat: la 18 de Julio (que rep el seu nom de l'aniversari del Jurament de la Constitució Nacional), i és considerada una de les avingudes més cares i elitistes de Sud-amèrica. No obstant això, existeixen altres passejos com el de l'avinguda 8 de Octubre (al barri de la Unión), la Rambla (declarada monument històric nacional), el Mercado del Puerto, Boulevard Artigas, Plaça Independencia (on descansen les restes del cabdill i heroi nacional, José Gervasio Artigas, cabdill de les Províncies Unides del Riu de la Plata (avui Argentina i Uruguai) amb l'entrada al barri històric o Ciudad Vieja, mitjançant la Porta de la Ciutadella, Plaça de Cagancha, Plaça Zabala, Plaza del Entrevero, Bulevar España, Avenida Italia, Avenida Libertador Juan Antonio Lavalleja, Avenida Rivera, i Avenida General Venancio Flores, entre d'altres.
Entre els monuments històrics més rellevants es troben: la Fortalesa del Cerro de Montevideo, escenari de batalles entre governs provisoris, rebels, i realistes espanyols i portuguesos durant els segles xviii i xix, es manté fidel a l'època, amb murs improvisats de pedra, armes, un mirador de la costa de la ciutat, i documents d'ampli valor antropològic; la Ciudad Vieja, que abasta el que era la ciutat de Montevideo durant l'època colonial, amb cases de pedra, carrers estrets i empedrades, fanals, etcètera.
D'altra banda, també destaquen la ja esmentada Plaça Independència, el Mausoleu d'Artigas, la Catedral Metropolitana (on va ser batejat Artigas, i on jeuen les restes mortals d'alguns líders de la independència), la Catedral de la Sagrada Família, el Palau Legislatiu (fundat el 1925, al complir-se cent anys de la independència del país, i que funciona actualment com seu del Parlament), el Palacio Salvo, el Teatre Solís (el més antic i extens de l'Uruguai, ha estat sempre l'escenari de les obres teatrals més importants de la regió, al costat del Teatre Colón, de Buenos Aires. En ell va debutar l'actriu uruguaianocatalana Margarida Xirgu, i va fer del teatre Solís el seu punt de partida per a transformar la comèdia nacional durant els seus llargs anys d'exili en territori uruguaià); i, finalment, i a menor escala, el Jardí d'Infants núm. 260, fundat el 1892 per la també pedagoga uruguaianocatalana Enriqueta Compte y Riqué, i que avui és considerat el més antic de Sud-amèrica.

### Cementiris

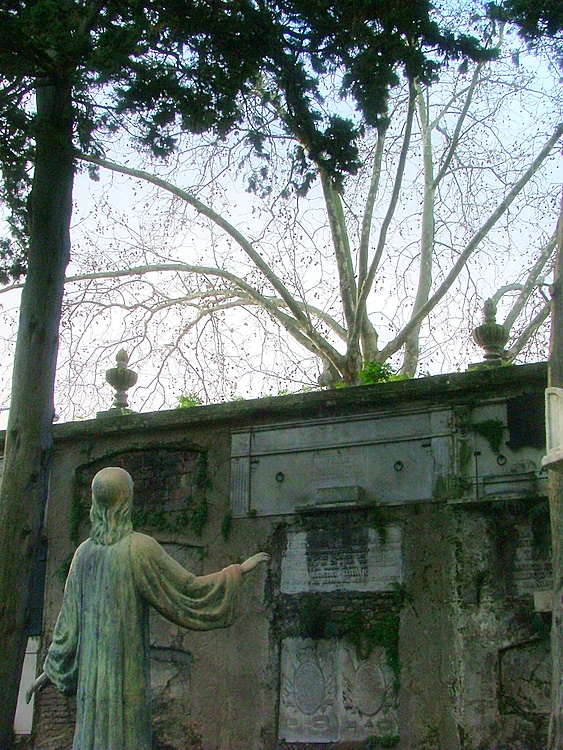
Cementiri Central.

Hi ha cinc grans cementiris a Montevideo, tots administrats per "Fúnebre y Necrópolis" annex de la Intendència Municipal de Montevideo.
El Cementiri Central (castellà: Cementerio Central), ubicat al Barrio Sur, és un dels principals cementiris de l'Uruguai. Va ser un dels primers cementiris creats fora de l'església, fundat el 1835 en una època on els enterraments eren encara una competència de l'església catòlica. És el lloc de descans de moltes personalitats uruguaianes, com ara Eduardo Acevedo, Delmira Agustini, Luis Batlle Berres, José Batlle y Ordóñez, Juan Manuel Blanes, François Ducasse, pare del Comte de Lautréamont (Isidore Ducasse), Luis Alberto de Herrera, Benito Nardone, José Enrique Rodó, i Juan Zorrilla de San Martín.
Altres cementiris importants són el Cementerio Buceo, Cementerio Del Cerro, Cementerio Del Norte i el Cementerio Paso Molino.

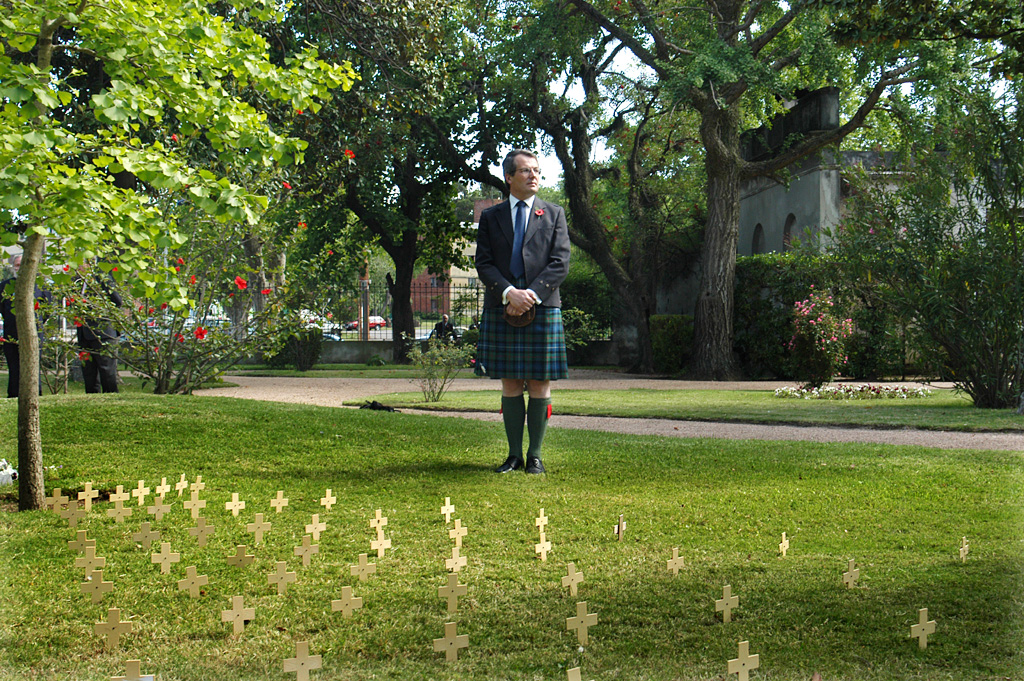
L'ambaixador del Regne Unit Hugh Salvesen al Cementiri Britànic.

El Cementiri Britànic de Montevideo (Cementerio Británico) és un altre dels cementiris més antics de l'Uruguai, ubicat al barri del Buceo. Molts nobles i persones destacades estan enterrades en aquest emplaçament. El cementiri es va fundar quan l'anglès Thomas Samuel Hood va comprar unes hectàrees de terreny en nom de la col·lectivitat anglesa resident al país el 1828. No obstant això, el 1884 el govern va haver de compensar els anglesos en moure el cementiri a l'actual ubicació al Buceo per tal d'adaptar-se al nou planejament urbà. Una secció del cementiri, coneguda com a Soldats i Mariners, conté les tombes de mariners de diferents nacionalitats, tot i que la majoria són d'ascendència britànica. El marine estatunidenc, Henry de Costa, està enterrat aquí.

## Arquitectura

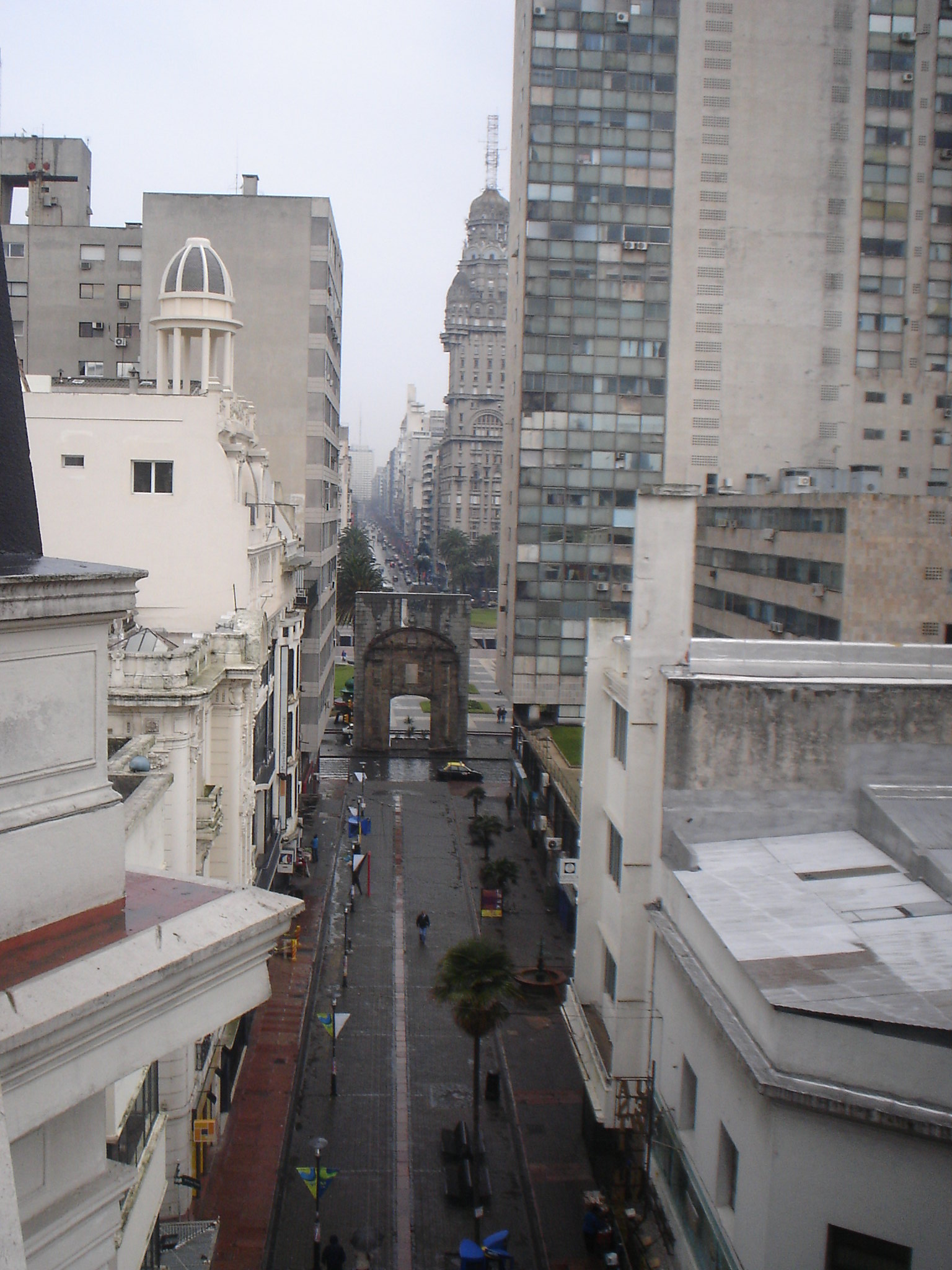
La Porta de la Ciutadella vista des de la Peatonal Sarandí. Al darrer, Plaza Independencia i l'avinguda 18 de Julio.

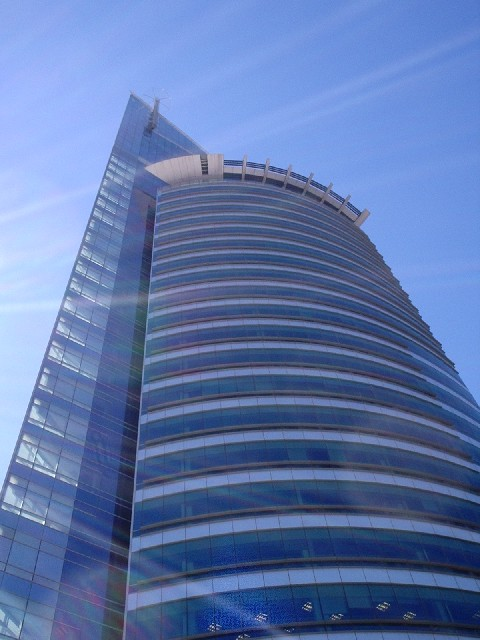
Torre de les Telecomunicacions.

Montevideo compta amb una valuosa col·lecció d'arquitectura, que va des d'ho neoclàssic fins a ho post-modern de la Torre de les Telecomunicacions (també coneguda com a Torre d'ANTEL l'altura de la qual arriba als 162 metres, sent el gratacel més alt del país) o de les torres bessones del World Trade Center Montevideo.
En aquesta extensa ciutat hi ha el que va ser el gratacel més alt d'Amèrica Llatina quan va ser aixecat, el Palau Salvo, edifici que domina l'horitzó de la Badia de Montevideo juntament amb l'abans nomenada Torre de les Telecomunicacions. Viatjant en el temps, les dues primeres grans obres, després d'aixecat el Fort de San Miguel, són la Catedral Metropolitana i l'antic Ajuntament, ambdós amb façana a la Plaza Matriz, ara situada en un dels passejos més agradables de la ciutat, la Ciudad Vieja, abans Ciudadela, compresa entre les muralles. Al barri de Pocitos, entorn de la platja del mateix nom, van florir molts habitatges, realitzades pels constructors Bell i Reboratti entri 1920 i 1940, amb la seva rúbrica i la seva barreja d'estils. No obstant això, l'auge de la construcció dels anys 1970 i 1980 va transformar la cara d'aquest barri, convertint-lo en un conglomerat d'edificis d'apartaments de classe alta i mitjana alta.

### Gratacels

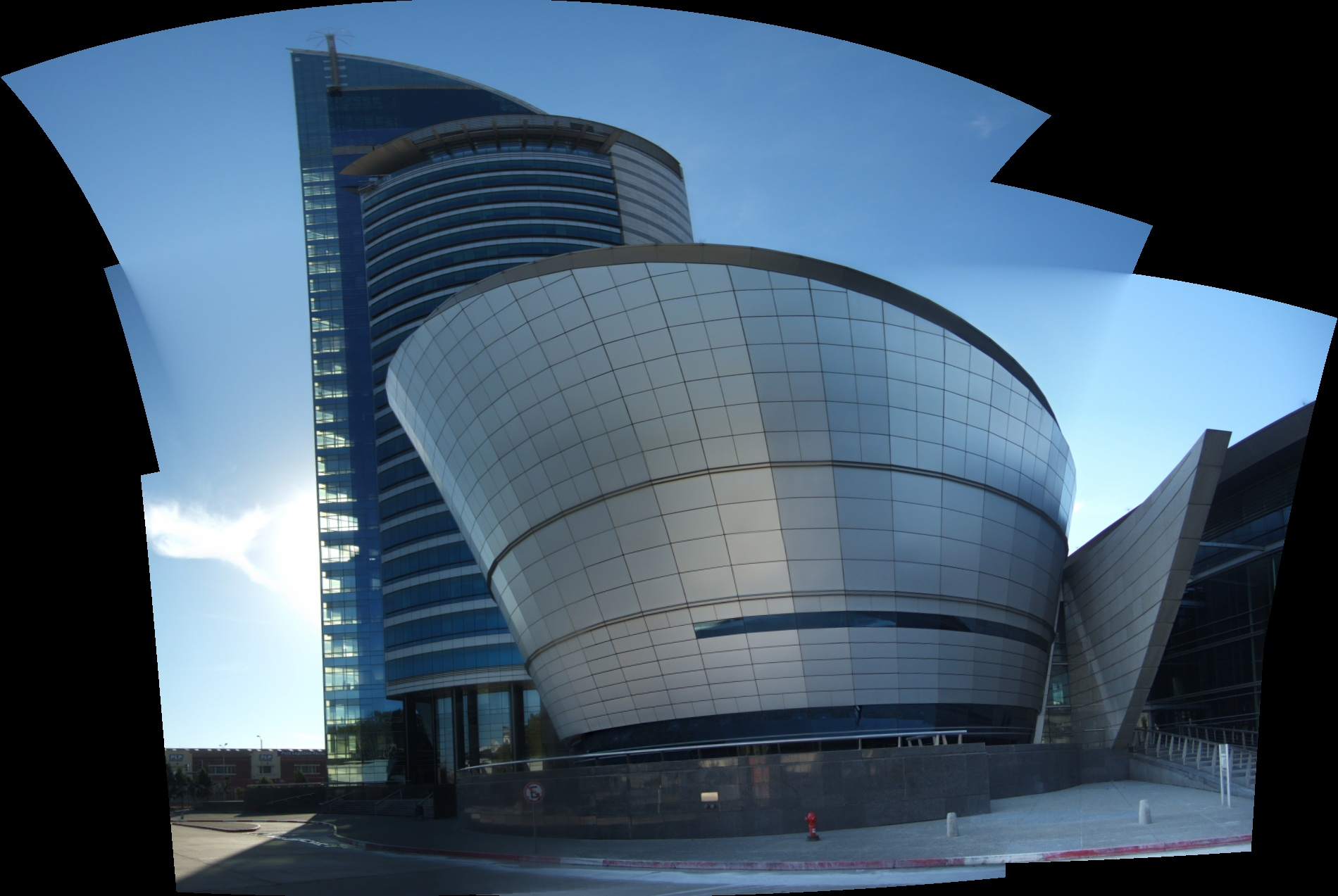
Amfiteatre de la Torre Antel o Torre de les Telecomunicacions.

Tot i que Montevideo no és una ciutat coneguda per tenir grans gratacels, és cert que en els darrers anys, sobretot després de la tornada a la democràcia, se n'han construït alguns.
| Edifici                          | Any d'inauguració |
| -------------------------------- | ----------------- |
| Palacio Salvo                    | 1925              |
| Palacio Legislativo              | 1925              |
| Palacio Lapido                   | 1929              |
| Palacio Díaz                     | ?                 |
| Castell Pittamiglio              | ?                 |
| World Trade Center de Montevideo | 1998              |
| Torre Antel                      | 2003              |

## Cultura i espectacles

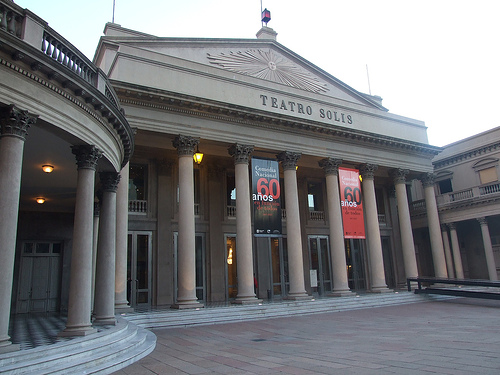
Teatre Solís.

La ciutat de Montevideo és, al costat de Buenos Aires, el bressol del tango, el candombe i la murga uruguaiana, i compte amb diverses activitats relacionades amb aquests estils musicals. A Montevideo existeixen moltes opcions en aquest sentit. La ciutat compta amb un nombre important de sales amb una gran oferta d'espectacles que van des de cinema experimental fins a les pel·lícules comercials que s'exhibeixen en tot el món.
La Biblioteca Nacional, fundada pel cura Dámaso Antonio Larrañaga a comanda de José Gervasio Artigas, alberga milers de volums i importants col·leccions. Montevideo és, a més, l'única ciutat universitària del país. És la seu de la Universitat de la República (UdelaR), de caràcter públic i laic, de la qual es desprenen nombroses facultats i escoles tècniques per alguns dels seus barris principals. Malgrat que s'han portat a terme projectes per a estendre campus universitaris a altres ciutats uruguaianes, només Salto ho ha aconseguit, en menor mesura. També es poden trobar universitats i escoles privades (Universitat de Montevideo, Dickens Institute, Centro Anglo-Uruguayo, etcètera), centres de formació docent (IPA) i entitats governamentals, totes elles operatives a Montevideo.
Pel que fa a la gastronomia, predominen els plats sobre la base de carn bovina, les pastes italianes, i alguns plats locals com el chivito al pan (pa amb carn bovina, pernil, tomàquet, formatge, bacon, ou ferrat, etcètera). Des de fa uns anys la "moguda nocturna" de Montevideo s'ha traslladat a la Ciudad Vieja, on es troba una gran concentració de locals.
Existeixen nombrosos vincles culturals, socials, polítics i comercials que Uruguai manté amb altres països del món, principalment d'Europa, Llatinoamèrica, Xina i Japó.
Del vell continent, i com a resultat que la població de Montevideo es compon principalment d'immigrants espanyols i italians, la ciutat ha establert vincles molt estrets amb aquests dos països. La llengua italiana s'ensenya en batxillerat d'humanitats, i existeixen, a tal extrem, nombroses cases de menjar típic d'Itàlia. Hi ha una àmplia avinguda que duu el seu nom, i un hospital públic que rep el nom d'Ospidale Italiano Re Umberto I (1890). A més, nombrosos presidents uruguaians van dur cognoms italians, i diverses marques i empreses d'aquest país tenen seu a l'Uruguai.
Respecte a Espanya, l'Asociación Española de Socorros Mutuos, Casa Galícia, i altres centres hospitalaris i culturals deixen entreveure la influències dels immigrants espanyols en la ciutat. El Centre Gallec, que amb més de 35.000 gallecs associats i 125 anys des de la seva fundació, és el més antic del món en relació als immigrants d'aquesta comunitat autònoma en l'exterior; Casal Català de Montevideo, amb festivitats, activitats culturals i cursos de català en tres nivells (bàsic, mitjà, avançat) i amb 40 alumnes, Centre Basc (Eusko Sare) i Centre Asturià, segueixen sent, actualment, centres d'acollida d'immigrants i les seves descendents, i lloc on es porten a terme activitats culturals pròpies d'aquestes terres.
Alguns de les comeses més importants pels immigrants catalans va ser la fundació de la Plaça Lluís Companys i Jover, on s'erigeix un monument a la seva memòria, i enfront del qual tots els anys se li rendeix tribut en la data de mort
Altres països amb els quals existeix un vincle important són Alemanya, Argentina, el Brasil, França i Anglaterra.

### Gastronomia
| Esquerra:Arcadia. Dreta:El Fogón |  | Esquerra:Arcadia. Dreta:El Fogón |
| Esquerra:Arcadia. Dreta:El Fogón |  |                                  |

El centre tradicional del menjar i la beguda de l'Uruguai és el Mercado del Puerto ("Mercat del Port"). La torta frita és una coca fregida en una paella i és consumida a Montevideo i a tot l'Uruguai. És generalment circular, amb un petit tall al centre per facilitar la cocció, i està feta amb farina de blat, llevat, aigua, sucre i sal. La carn de boví és molt important en la gastronomia uruguaiana i l'ingredient principal de nombrosos plats. Montevideo té una àmplia varietat de restaurants, des de la cuina tradicional del país fins a una sèrie de plats d'origen japonès, com a el sushi. Entre les cases de menjar més destacades de Montevideo hi ha Arcadia, sobre la Plaza Victoria, considerat el restaurant més fi de la ciutat. Arcadia ofereix un ambient inspirat en la cuina casolana italiana. El Fogón és més popular pel que fa al sopar. El seu interior és lluminós i les parets es troben cobertes per miralls grans. Oficialment un restaurant de barbacoa i marisc, serveix plats a la graella de carn, així com salmó, gambetes i calamar. També cal destacar el Cru. Nombrosos restaurants es troben sobre la Rambla. També hi ha un pub irlandès a la zona est de la Ciudad Vieja que es diu Shannan Irish pub, un altre llegat del patrimoni europeu de Montevideo.

### Literatura
| Esquerra: La poetessa Delmira Agustini. Dreta: L'escriptor Eduardo Galeano |  | Esquerra: La poetessa Delmira Agustini. Dreta: L'escriptor Eduardo Galeano |
| Esquerra: La poetessa Delmira Agustini. Dreta: L'escriptor Eduardo Galeano |  |                                                                            |

La ciutat té una llarga i rica tradició literària. Tot i que la literatura uruguaiana no abasta únicament els autors de la capital (Horacio Quiroga va néixer a Salto i Mario Benedetti a Paso de los Toros, per exemple), Montevideo ha estat i encara és el centre de les principals editorials del país i d'un marcat centre literari.
El 1900 la ciutat comptava amb un nombre important d'escriptors, com José Enrique Rodó, Carlos Vaz Ferreira, Julio Herrera y Reissig, Delmira Agustini i Felisberto Hernández. Montevideo era coneguda en aquell moment com l'"Atenes del Plata" o l'"Atenes del Riu de la Plata".
Entre els autors més significatius de Montevideo de la segona meitat del segle xx, cal destacar a Juan Carlos Onetti, Antonio Larreta, Eduardo Galeano, Marosa di Giorgio i Cristina Peri Rossi.
Una nova generació d'escriptors han assolit certa popularitat internacional durant els darrers anys. És el cas d'autors com Eduardo Espina (assagista i poeta), Fernando Butazzoni (novel·lista), Rafael Courtoisie (poeta) i Hugo Burel (narrador i novel·lista).

### Música

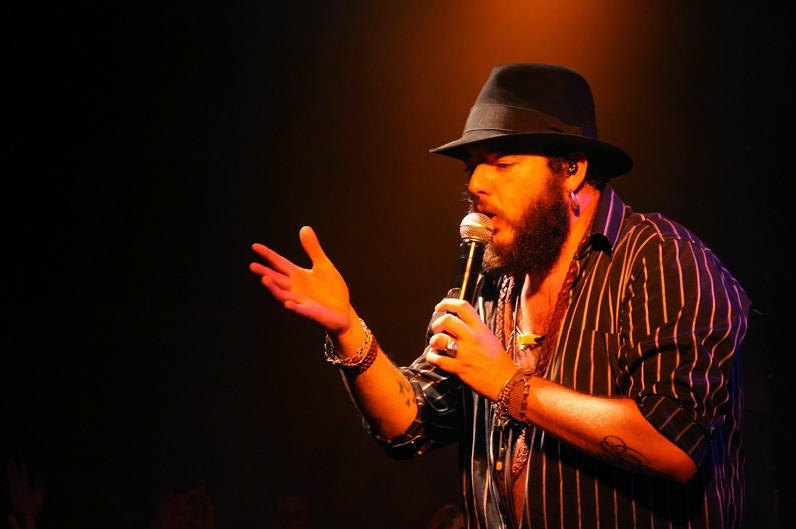
Kutxi Romero

A Montevideo, de la mateixa forma que a la regió riuplatenca, les formes més populars són el tango, la milonga i el vals criollo. Moltes cançons importants van néixer a Montevideo incloent-hi "El Tango supremo", "La Cumparsita", "La Milonga", "La Puñalada" i "Desde el Alma", compostes per músics de la ciutat com Gerardo Matos Rodríguez, Pintín Castellanos i Rosita Melo. El tango es troba molt present en la vida cultural de Montevideo i és el tema de molts bars i restaurants de la ciutat. Fun Fun' Bar, establert el 1935, és un dels centres de tango més importants de l'Uruguai, al costat de El Farolito, ubicat al nucli antic, i Joventango, Café Las Musas, Garufa i Vieja Viola. Molts cantants contemporanis de tango viuen a Montevideo, com Kutxi Romero. La ciutat també és seu del Festival de Jazz de Montevideo i nucli del candombe, una dansa amb arrels africanes.

### Art

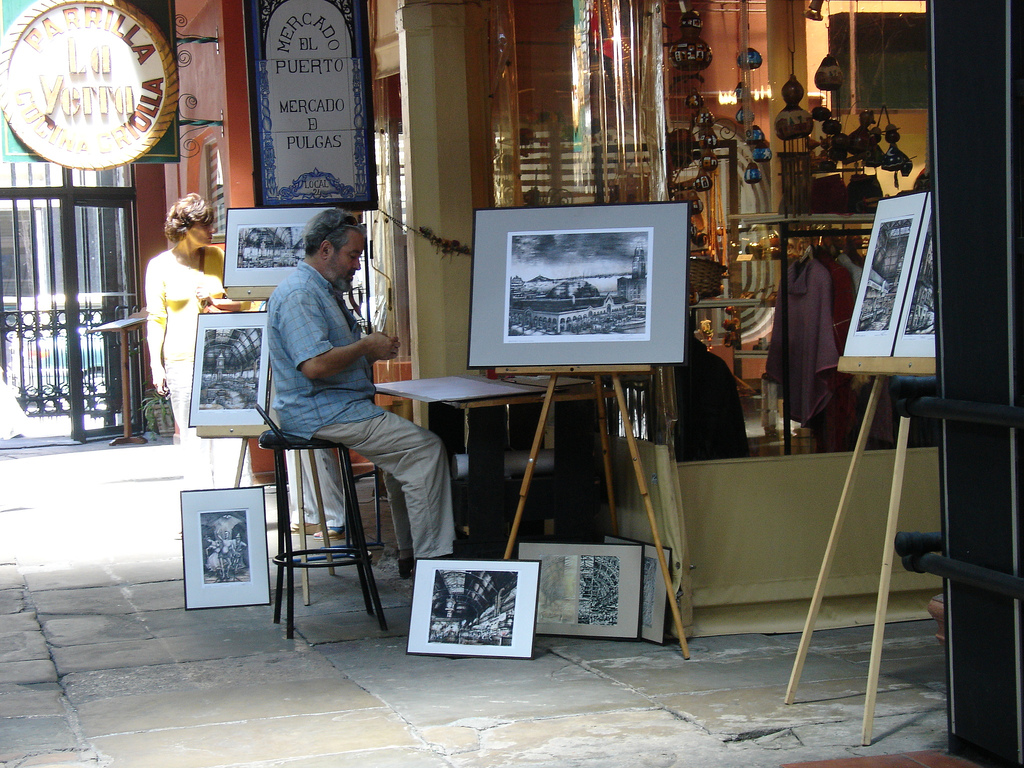
Exposició en un carrer de Montevideo

El periòdic El País finança el Museu Virtual d'Art Contemporani de l'Uruguai. El director presenta exhibicions en "espais virtuals, amb informació, biografies i texts en anglès i en castellà".
Durant els anys 1970 (1973, especialment) quan la junta militar va prendre el poder a l'Uruguai, l'art es va veure amenaçat a Montevideo. Els estudis d'art van protestar, amb Rimer Cardillo, un dels principals artistes del país, creant l'Institut Nacional de Belles Arts de Montevideo, un "centre de resistència". Com a resultat, els militars van perseguir els artistes i van tancar l'Institut de Belles Arts. D'aquesta forma, l'art només quedava limitat a cercles tancats, d'àmbit privat, generalment amb el suport de persones que havien aconseguit ser alliberades de la presó. El museu va tornar a obrir les portes més endavant.

### Museus

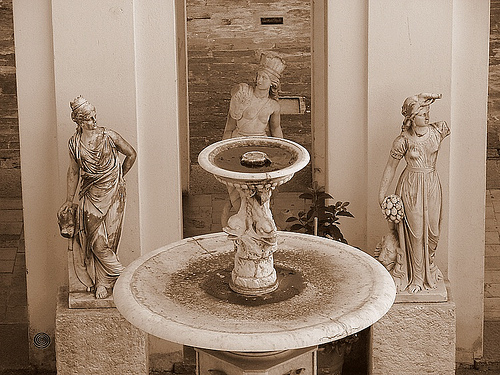
Font a l'entrada del Cabildo

El Cabildo de Montevideo va ser la seu del govern durant l'època colonial del Virregnat del Riu de la Plata. Es troba davant de la Plaza Constitución, al barri de la Ciudad Vieja. Edificat entre 1804 i 1869 en un estil neoclàssic, amb una sèrie de columnes dòriques i jòniques, es va convertir en patrimoni nacional el 1975. El 1958 es van inaugurar en aquest edifici el Museu Històric Municipal i l'Arxiu. Compta amb tres exhibicions permanents, així com temporals d'art, events culturals, seminaris i fòrums, entre d'altres.

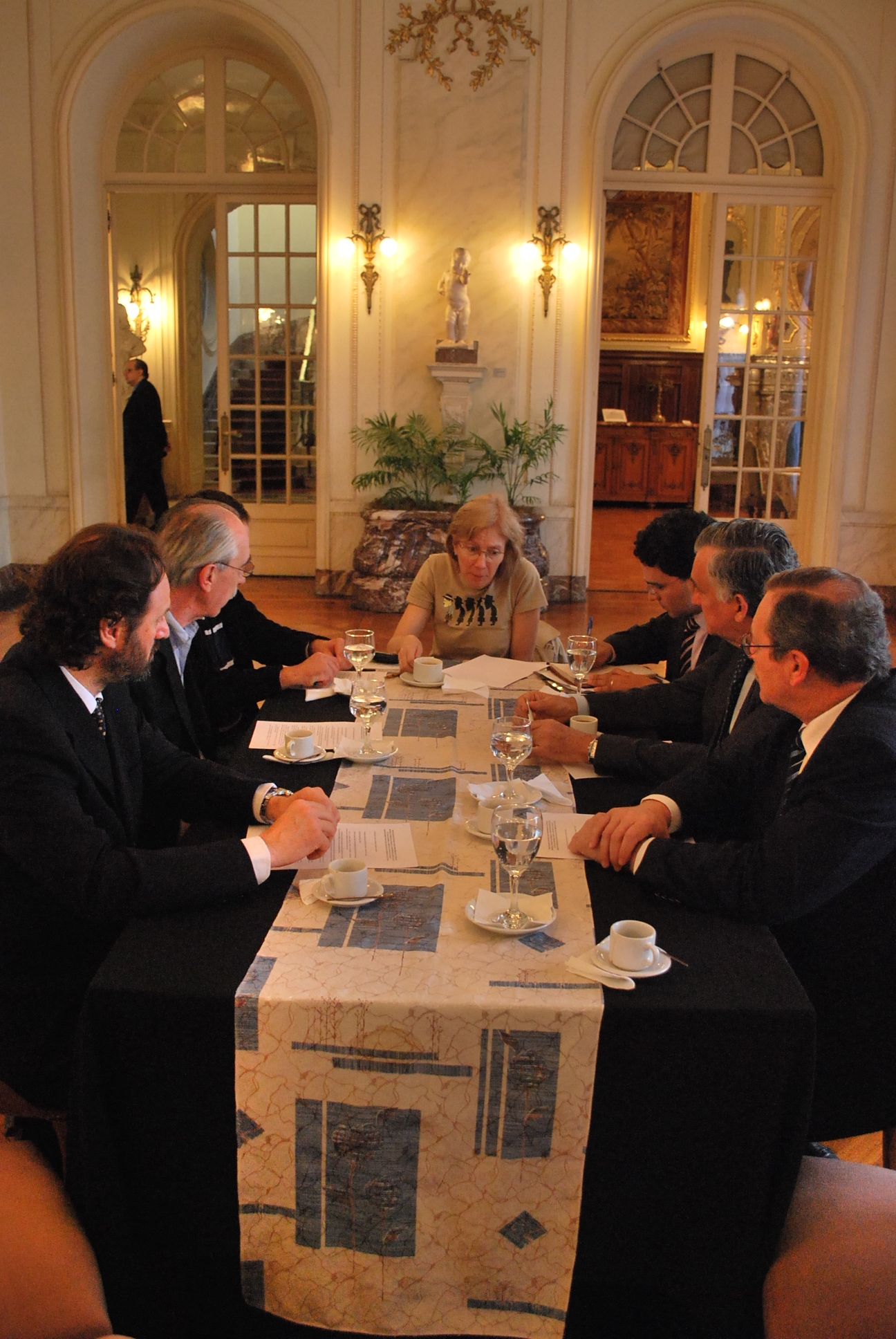
Polítics i empresaris uruguaians durant una trobada al Palacio Taranco, 6 de novembre de 2010

El Palacio Taranco s'ubica davant de la Plaza Zabala, al centre de la Ciudad Vieja. Va ser construït durant els primers anys del segle xx a partir de les ruïnes d'un antic teatre de Montevideo de l'any 1793. D'influència francesa, l'edifici va pertànyer a la família Ortíz Taranco. El palau va ser dissenyat pels arquitectes francesos Charles Louis Girault i Jules Chifflot León, els responsables del disseny del Petit Palais i de l'Arc de Triomf de l'Étoile a París. Va passar a les mans del govern municipal el 1943, al costat de la seva col·lecció de mobles i objectes nacionals; el 1972 es va convertir en el Museu d'Arts Decoratives de Montevideo i el 1975 va ser declarat patrimoni nacional. El Museu d'Arts Decoratives té una àmplia col·lecció de pintures i d'arts decoratives europees, gregues, romanes i ceràmiques islàmiques dels segles X al XIX procedents de l'actual territori de l'Iran. El palau sovint es fa servir com a punt de trobada de polítics o executius uruguaians.

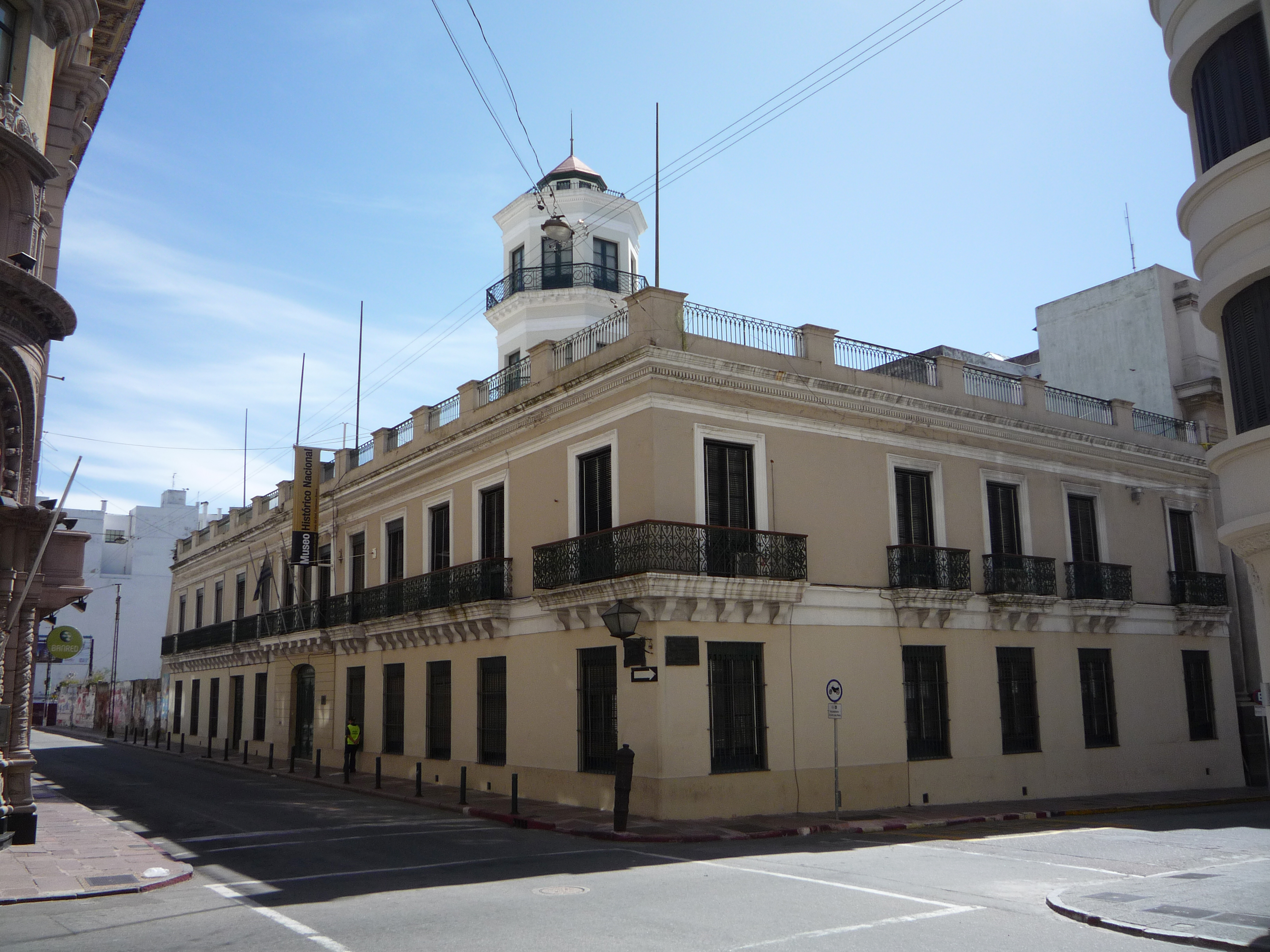
Museu Històric Nacional de Montevideo

El Museu Històric Nacional de Montevideo es troba a l'antiga residència del General Fructuoso Rivera. Mostra objectes que formen part de la història de l'Uruguai. Durant un procés que va començar el 1998, el Museu Històric Nacional (1837) i el Museu Nacional d'Antropologia (1981), es van unir el 2001 amb el nom de Museu d'Història Nacional i d'Antropologia. El Museu Històric n'ha afegit vuit cases històriques de la ciutat, cinc de les quals es troben a la Ciudad Vieja. Una d'elles, al costat de l'edifici principal, va ser la residència històrica d'Antonio Montero, i alberga actualment el Museu Romàntic.

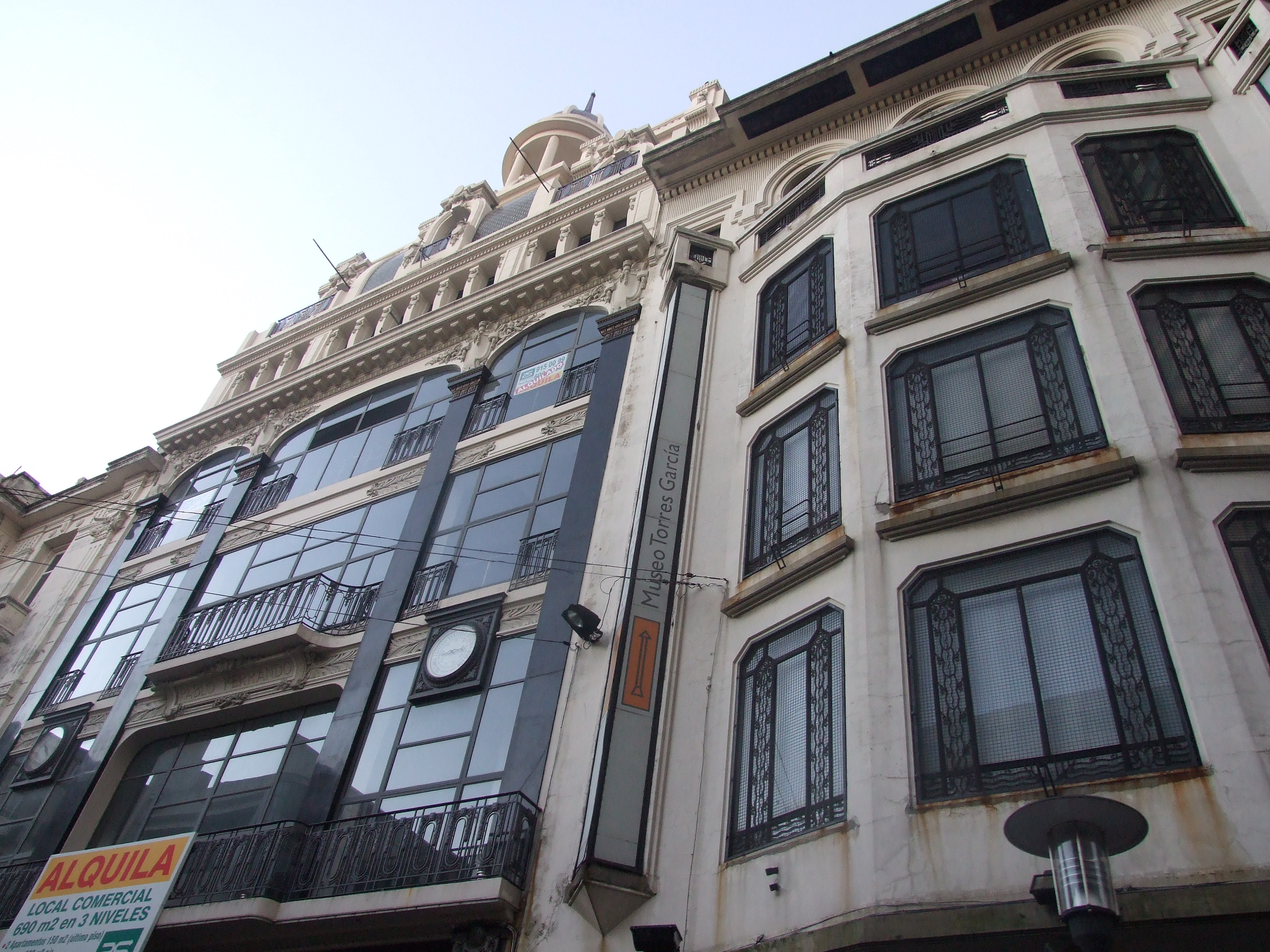
Museu Torres García

El Museu Torres García es troba al nucli antic, i mostra les pintures inusuals i històriques de l'uruguaianocatalà Joaquim Torres-Garcia, amb obres cubistes seguint un estil semblant al d'artistes com Picasso i Braque. El museu va ser establert per Manolita Piña Torres, la vídua de Torres Garcia, després de la seva mort el 1949. També va crear la Fundació García, una organització privada sense ànim de lucre que s'encarrega d'administrar les pintures, els dibuixos, els texts originals, els arxius, els objectes i els mobles dissenyats pel pintor, així com les fotografies, les revistes i les publicacions relacionades amb ell.

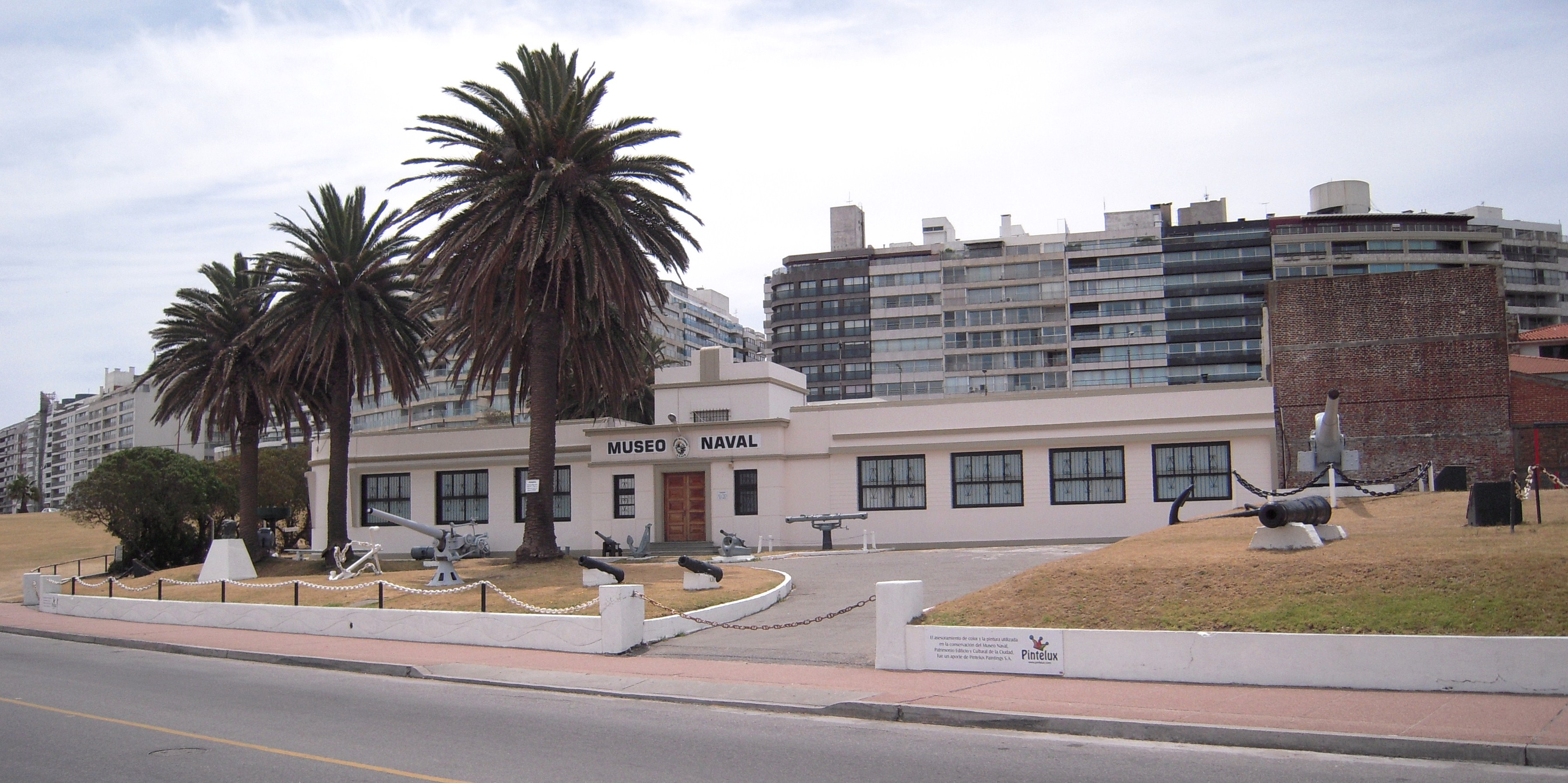
Museu Naval de Montevideo

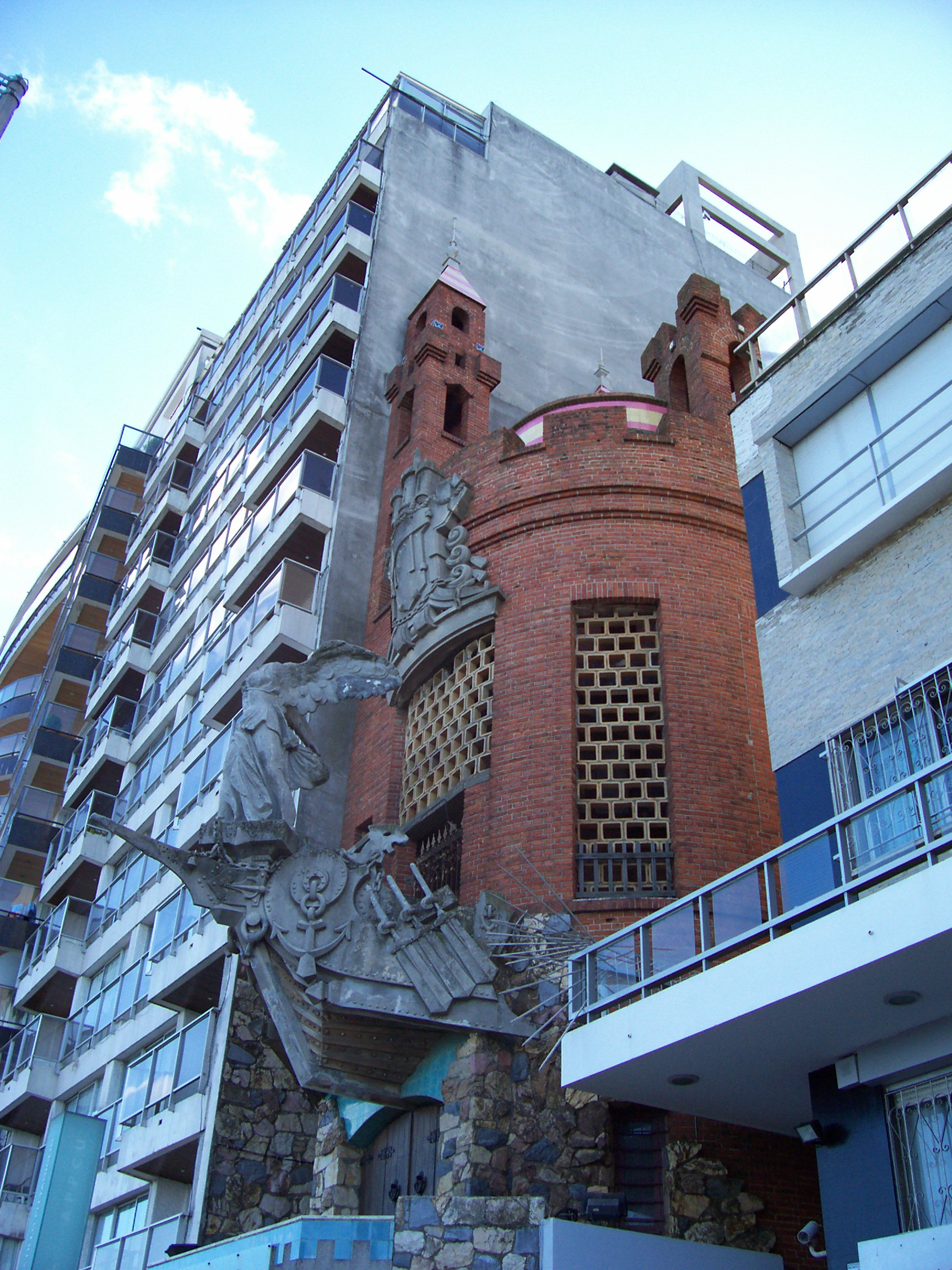
Castell Pittamiglio

Hi ha més museus d'art destacats a Montevideo. El Museu Nacional d'Arts Visuals a Parque Rodó alberga la col·lecció de pintures més gran del país. El Museu Juan Manuel Blanes va ser fundat el 1930, celebrant els cent anys de la primera Constitució de l'Uruguai, un fet significatiu si es té en compte que Blanes és l'autor de nombroses pintures patriòtiques. Al costat del museu, hi ha un jardí japonès que compta amb diferents tipus de peixos. El Museu d'Història de l'Art, ubicat al Palacio Municipal, té rèpliques d'antics monuments i mostra una varietat d'objectes d'Egipte, la Mesopotàmia, Pèrsia, Grècia, Roma i de cultures ameríndies, incloent-hi eines precolombines. El Museu Municipal Precolombí i Colonial, a la Ciudad Vieja, ha conservat col·leccions de diferents elements arqueològics trobats per l'arqueòleg uruguaià Antonio Taddei. Són exemplars de l'art precolombí d'Amèrica Llatina, pintures i escultures dels segles xvii i XVIII, principalment de Mèxic, Perú i Brasil. El Museu d'Art Contemporani també alberga petites col·leccions de pintura i escultura moderna uruguaiana.
També hi ha altres tipus de museus a la ciutat. El Museu del Gautxo i de la Moneda, ubicat al barri Centro, alberga objectes característics i històrics dels gautxos uruguaians, orfebreria i mate (beguda nacional), carabasses i palles metàl·liques, conegudes localment amb el nom de bombillas. El Museu Naval s'ubica a la costa est del barri Buceo i mostra objectes i arxius de la història marítima de l'Uruguai. El Museu de l'Automòbil, el qual pertany al Club Automòbil de l'Uruguai, té una col·lecció variada de cotxes, entre ells un Hupmobile de 1910. El Museu i Parc Fernando García a Carrasco, dedicat al transport, inclou antics carruatges de cavall i alguns cotxes primitius. El Castell Pittamiglio, amb una façana particular, destaca el llegat de l'excèntric Humberto Pittamiglio, un arquitecte alquimista local.

### Festivals

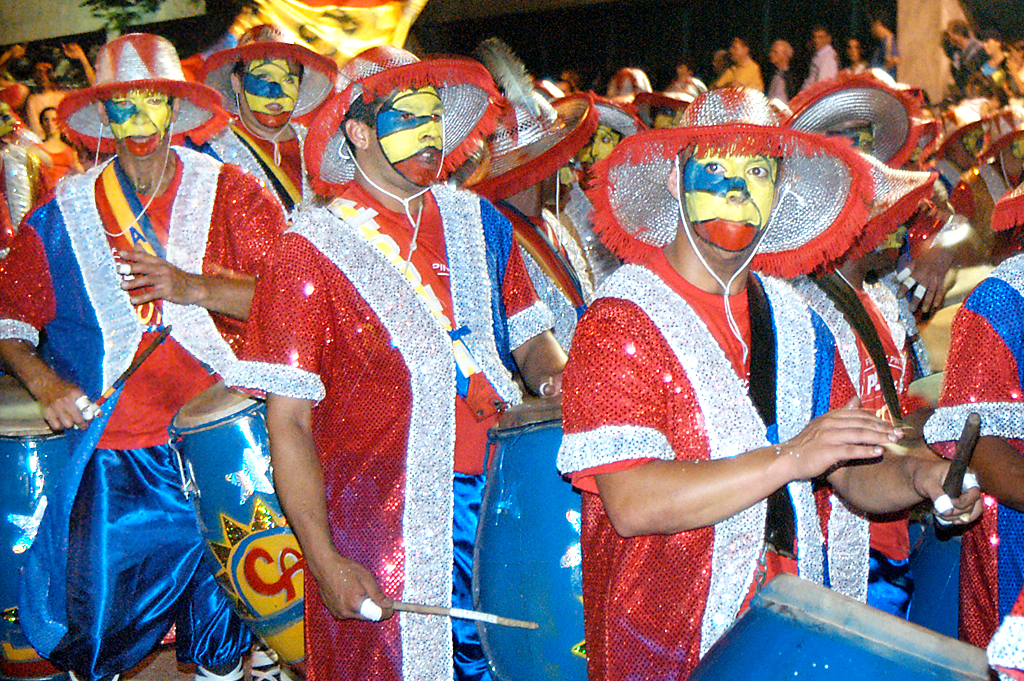
Músics uruguaians durant el carnaval

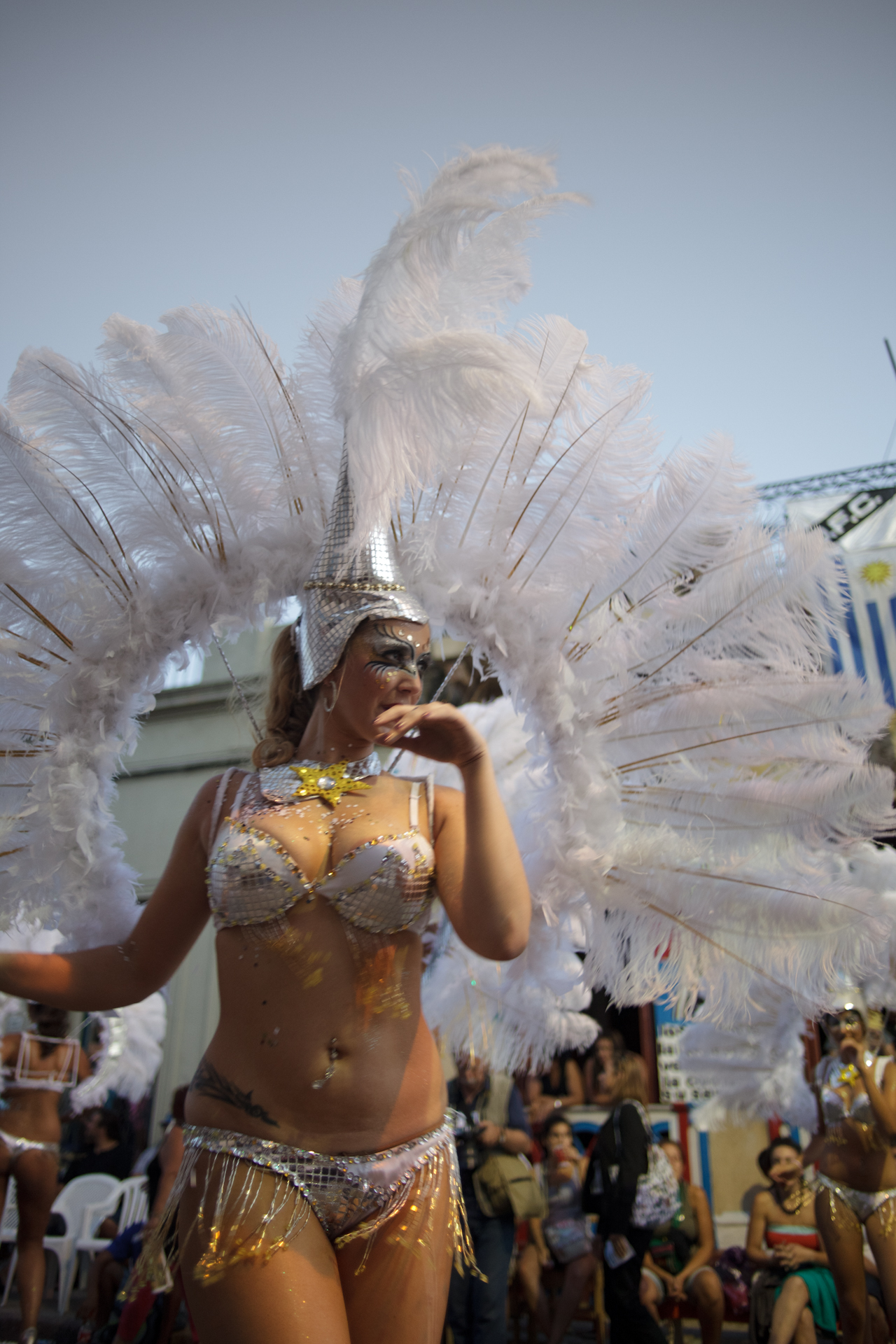
«Las Llamadas».

La capital de l'Uruguai és seu de nombrosos festivals, events i, més especialment, del carnaval. Un dels festivals més característics de la ciutat és el del Gautxo, on la gent monta a cavall pels carrers usant la roba típica dels gautxos uruguaians. La festa anual més important és, però, el carnaval. Celebrada en tot l'Uruguai, aquesta festa centra les seves activitats a Montevideo. Els dies festius oficials són dos, tot i que algunes botigues tanquen per tota la setmana.
Durant el carnaval hi ha molts events a l'aire lliure, a més de competicions. Les cases són decorades especialment per aquest event. Els «tablados», o escenes populars, estan per tota la ciutat. Alguns dels festivals més importants inclouen el «Desfile de las Llamadas», celebrat a la zona sud de la ciutat, sobretot per la col·lectivitat afrouruguaiana, commemorant el que abans era un ritual. Atès a la magnitud del festival, les preparacions comencen el mes de desembre amb l'elecció de les reines zonals que apareixeran durant el carnaval.

## Turisme

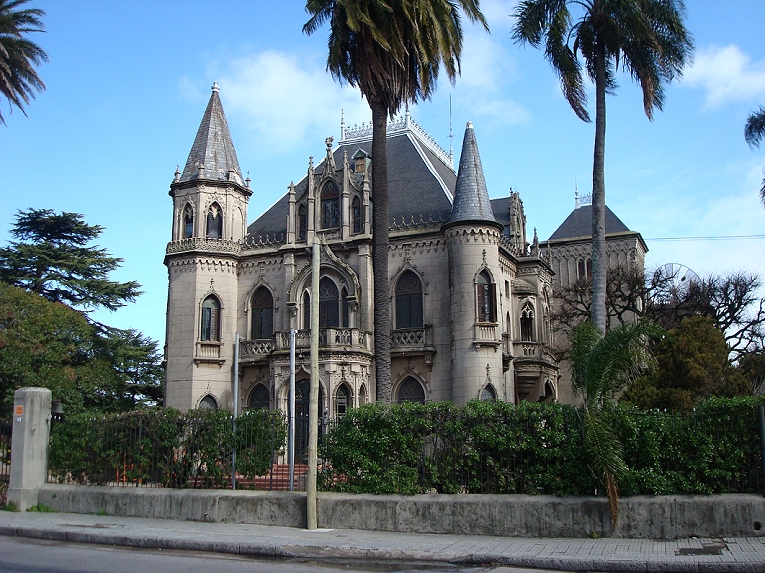
Castell Soneira, Prado.

El turisme forma part de l'economia de l'Uruguai. El turisme de Montevideo es concentra al barri Ciudad Vieja, el qual inclou els edificis més antics de la ciutat, nombrosos museus, galeries d'art, discoteques, amb el carrer Sarandí i el Mercat del Port essent dos dels punts més visitats de la urbanització. Sobre el límit de la Ciudad Vieja, la Plaça Independència és envoltada per nombroses vistes, incloent-hi el teatre Solís i el Palacio Salvo. La plaça també marca el començament de l'avinguda principal de Montevideo, la 18 de Julio. A més de ser una avinguda comercial, 18 de Julio destaca pels seus edificis d'art déco, tres places públiques importants, el Museu del Gautxo i el Palacio Municipal, entre d'altres. L'avinguda acaba a l'Obelisc de Montevideo; poc després es troba el Parque Batlle, el qual és, al costat del Prado, una altra destinació turística important. Sobre la costa, la Fortalesa del Cerro, La Rambla, 13 quilòmetres de platges sorrenques, i Punta Gorda són centres turístics importants, així com el Barrio Sur i Palermo.
El Ministeri de Turisme ofereix un tour de dues hores i mitja per la ciutat i l'Associació de Guies Turístics de Montevideo ofereix visites en anglès, italià, portuguès i alemany.
Una gran part dels turistes que visiten la ciutat són de l'Argentina, el Brasil, Xile i Europa, si bé el nombre de visitants d'altres parts d'Amèrica Llatina i dels Estats Units creix cada any, gràcies a les ofertes de vols internacionals de l'Aeroport de Carrasco i als vaixells de luxe que arriben al port de Montevideo.

## Societat

### Mitjans de comunicació

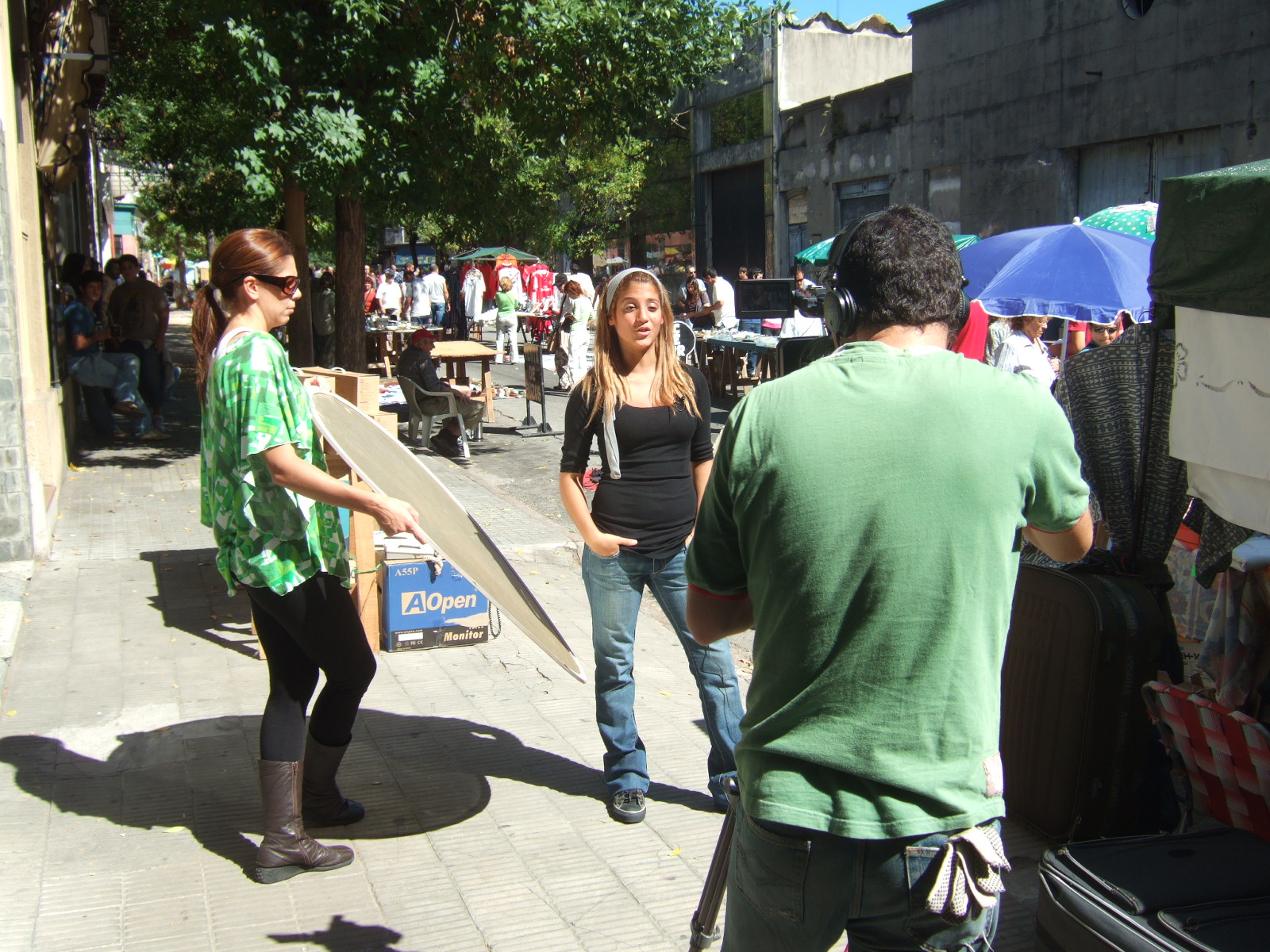
Periodista de televisió a Montevideo.

De les 100 estacions de ràdio que hi ha a l'Uruguai, 40 es troben a Montevideo. La ciutat té una comunitat artística i literària destacada. La premsa va comptar amb llibertat d'expressió fins al cop d'estat de 1973; aquesta llibertat va ser recuperada l'1 de març del 1985, com a part de la restauració de la democràcia.
Alguns dels diaris més importants que publiquen a la ciutat són: Brecha, La República, El Observador, El País, Gaceta Comercial i La Diaria. El Día va ser el periòdic de més prestigi a l'Uruguai, fundat el 1886 per José Batlle, qui més endavant seria elegit president del país. El diari va tancar les portes els primers anys de la dècada de 1990. Tots els canals de televisió tenen la seva seu a Montevideo, per exemple: Saeta Canal 10, La Tele (Canal 12), Montecarlo Televisión (Canal 4) i Televisión Nacional (Canal 5)

### Religió

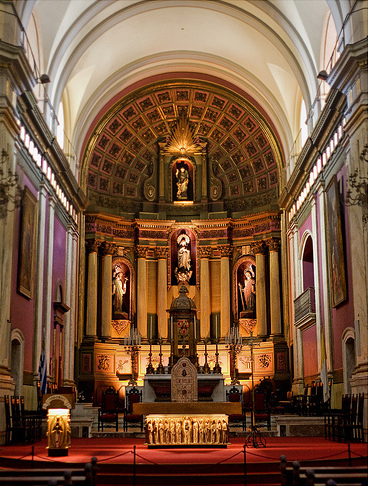
Interior de la Catedral.

La principal religió de l'Uruguai és el catolicisme des d'abans de la fundació de la ciutat, la qual forma part de l'Arxidiòcesi de Montevideo. Va ser creada el 1830 amb el nom de Vicariat Apostòlic de Montevideo. El vicariat va ser promogut a Diòcesi de Montevideo el 13 de juliol de 1878. El Papa Lleó XIII va elevar-la a la categoria d'Arxidiòcesi Metropolitana el 14 d'abril de 1897. La nova arxidiòcesi es va convertir en la Metropolitana de les seves sufragànies de Canelones, Florida, Maldonado-Punta del Este, Melo, Mercedes, Minas, Salto, San José de Mayo i Tacuarembó.
Montevideo és l'única arxidiòcesi de l'Uruguai, ja que el seu Ordinari, l'arquebisbe, és també el Primat de l'església uruguaiana. L'església mare i la seu de l'arxidiòcesi és la Catedral Inmaculada Concepción y San Felipe y Santiago. Des de 1998, l'arquebisbe de Montevideo és Nicolás Cotugno Fanizzi, SDB.

#### Catedral Metropolitana
La Catedral Metropolitana de Montevideo és la principal església catòlica romana de la ciutat. Es troba al barri de la Ciudad Vieja, creuant la Plaza Constitución des del Cabildo. El 1740 es va construir una església de maons en aquest lloc. El 1790 va tenir lloc la reforma que li va donar l'estructura neoclàssica actual. L'església va ser consagrada el 1804. Les celebracions pel bicentenari van tenir lloc el 2004.
El 1897, el Papa Lleó XIII li va donar a l'església la categoria de catedral metropolitana. A més, importants cerimònies se celebren tots els anys sota la direcció de l'arquebisbe de Montevideo. Casaments i concerts corals es duen a terme aquí i el sacerdot realitza les funcions rutinàries de la catedral. Durant el segle xix, el seu recinte es va utilitzar també com a lloc d'enterrament de persones famoses que morien a la ciutat. Durant molts anys, la presó i l'església propera de Punta Carretas van ser els únics edificis del barri.

## Educació

### Educació pública
La Universitat de la República és la principal universitat i la més gran del país, amb un total de 81.774 alumnes, segons les dades del cens de 2007. Va ser fundada el 18 de juliol de 1849 a Montevideo, lloc on es troben la majoria dels campus. El seu rector actual és el Dr. Rodrigo Arocena. La universitat alberga 14 facultats i un nombre considerable d'instituts i d'escoles. Moltes personalitats del país es van graduar en aquesta universitat, com el filòsof Carlos Vaz Ferreira, el matemàtic José Luis Massera, Gabriel Paternain, Mario Wschebor, Roman Fresnedo Siri, Carlos Ott i Eladio Dieste.
El procés de fundació de la universitat pública nacional va començar l'11 de juny de 1833 amb l'aprovació d'una proposta del senador Dámaso Antonio Larrañaga. El text proposava la creació de nou departaments acadèmics. El president de la República va aprovar un decret que creava formalment aquests departaments un cop que la majoria d'ells ja es trobaven operatius. El 1836 es va fundar la Casa d'Estudis Generals, albergant els departaments de Llatí, Filosofia, Matemàtiques, Teologia i Jurisprudència. El 27 de maig de 1838, Manuel Oribe s'encarregaria d'aprovar un decret que establia la Gran Universitat de la República. Aquell decret tenia pocs resultats a la pràctica, atès a l'escassa estabilitat política de la República Oriental de l'Uruguai en aquella època.

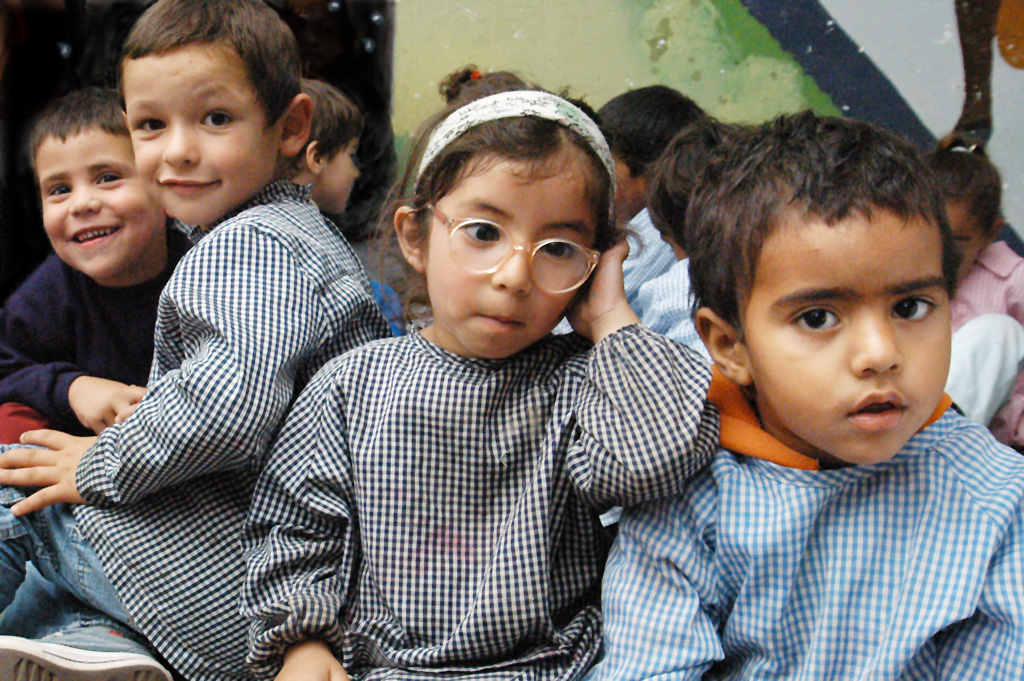
Nens d'una classe d'ensenyament preescolar de Montevideo

### Educació privada
La universitat privada més gran de l'Uruguai també s'ubica a Montevideo. ORT Uruguai va ser establerta originalment com una organització sense ànim de lucre el 1942, i va passar a ser una institució privada el setembre de 1996. És membre de la World ORT, una xarxa educativa internacional fundada el 1880 per la comunitat jueva de Sant Petersburg, Rússia.
La universitat compta amb aproximadament 8.000 alumnes, distribuïts en 5 facultats i instituts, especialment dedicats a la ciència i a la tecnologia/enginyeria. El seu actual rector és el Dr. Jorge A. Grünberg.

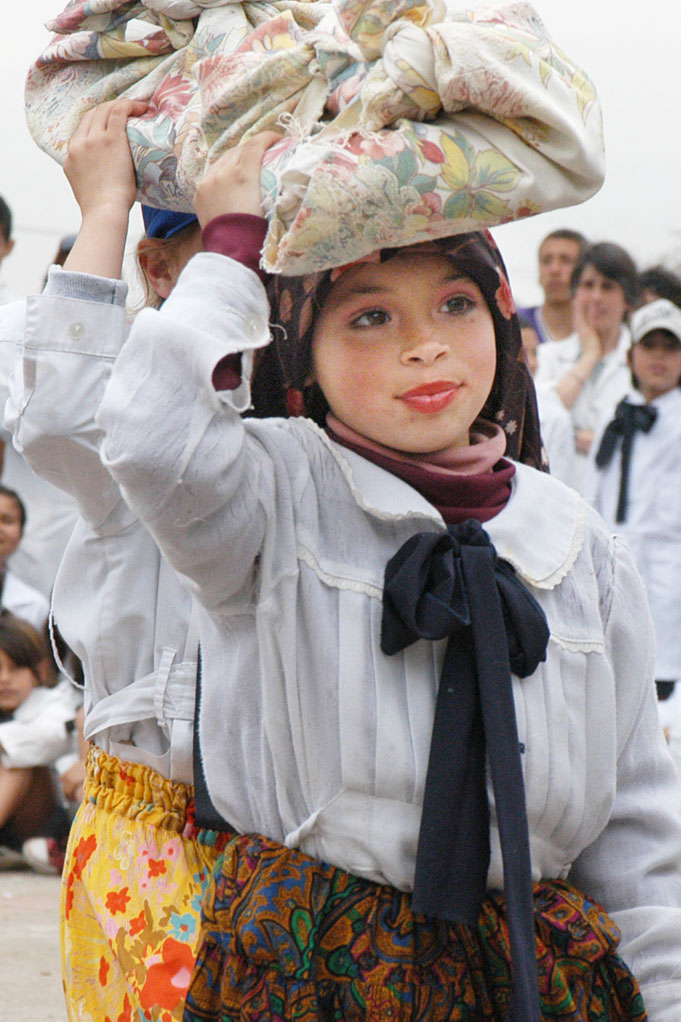
Una alumna de primària fent de bugadera durant una obra de teatre a Montevideo.

L'Institut Crandon de Montevideo és una escola estatunidenca d'origen missioner i la principal institució educativa metòdica de l'Uruguai. Fundada el 1879 amb el suport de la Societat de Dones de l'Església Metòdica dels Estats Units, és una de les institucions tradicionals més emblemàtiques de la ciutat, incloent-hi les valoracions de John Wesley. Entre els seus alumnes hi ha presidents, senadors, ambaixadors, científics i músics, entre d'altres. L'Institut Crandon de Montevideo va ser la primera institució d'Amèrica del Sud en donar classes d'economia domèstica.
El Col·legi de Stella Maris dels Germans Cristians d'Irlanda és una organització catòlica co-educacional, privada, no lucrativa ubicada al barri de Carrasco. Fundada el 1955, és considerat un dels instituts d'ensenyament secundari més importants de la ciutat. La seva llarga llista d'alumnes inclou economistes, enginyers, advocats, polítics i campions de Fórmula 1. L'escola també va tenir un paper important en el desenvolupament del rugbi a 15 a l'Uruguai, amb la creació de l'Old Christians Club, el club dels alumnes de l'escola.
També a Carrasco es troben les Escoles Britàniques de Montevideo (The British Schools of Montevideo), una de les institucions educatives més antigues del país, fundada el 1908. El seu objectiu original era oferir una educació completa als nens uruguaians, de la mateixa forma que als principals col·legis del Regne Unit, i també establir forts vincles entre els alumnes uruguaians i els alumnes britànics residents al país. El president honorari és l'ambaixador britànic a l'Uruguai. Alguns dels seus alumnes destacats són Juan Pedro Bordaberry Herrán i Gabriel Gurméndez Armand-Ugon.
Altres institucions educatives són l'Institut Alfredo Vásquez Acevedo, l'Institut Preuniversitari Joan XXIII, el Lycée Français de Montevideo, l'Escola Brasil, el Liceu Joaquín Suárez i el Col·legi Preuniversitari Ciudad de San Felipe.

## Esport

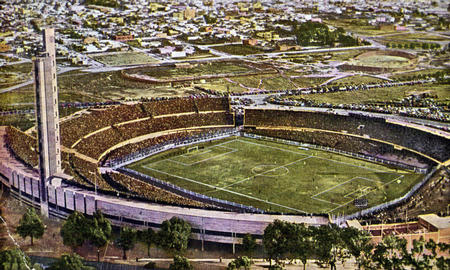
Estadio Centenario

Montevideo és un nucli important per a l'esport professional, i per lluny el més important de l'Uruguai. L'Estadio Centenario, l'estadi nacional de futbol a Parque Batlle, va ser inaugurat el 1930 per celebrar la primera Copa del Món de futbol, així com per commemorar el centenari de la primera Constitució del país. En aquesta edició, l'Uruguai va guanyar la final contra l'Argentina per 4 gols a 2. L'estadi té una capacitat per a 70.000 persones. Es troba a la llista de la FIFA dels estadis clàssics més emblemàtics del món, al costat del Maracanã, el Wembley Stadium, el San Siro, l'Estadio Azteca i l'Estadi Santiago Bernabéu. A l'interior de l'estadi hi ha un museu que mostra documents, fotos i objectes importants de les dues Copes del Món de futbol guanyades per la selecció nacional uruguaiana.
Entre 1935 i 1938 es van completar les pistes d'atletisme i el velòdrom municipal.

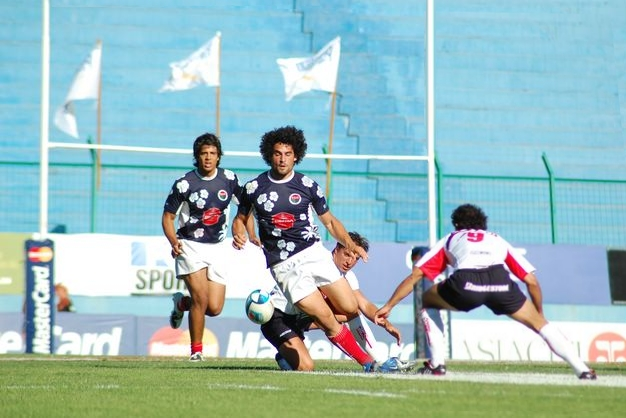
Rugbi a Montevideo

Actualment, la majoria dels equips de la primera divisió de la lliga uruguaiana de futbol tenen la seva seu a Montevideo, incloent-hi el Nacional, el Peñarol, el Central Español, el Cerrito, el Cerro, el Danubio, el Defensor Sporting, l'Atlético Fénix, el Liverpool, el Wanderers, el Racing, el River Plate de Montevideo i el Rampla Juniors.
A més de l'Estadio Centenario, altres estadis importants de la ciutat són: Belvedere, Complejo Rentistas, Gran Parque Central, Jardines del Hipódromo, José Pedro Damiani, "La Bombonera", Luis Franzini, Luis Tróccoli, Abraham Paladino, Alfredo Víctor Viera, Omar Saroldi, José Nasazzi, Osvaldo Roberto, Maracaná i Palermo.
La lliga uruguaiana de bàsquet opera des de Montevideo i la majoria dels seus equips principals són de la mateixa ciutat, entre ells el Defensor Sporting, el Trouville, la Unión Atlética, el Capitol, el Malvín i el Biguá. Montevideo també és un centre important de rugbi i de boxa. L'equitació va recuperar una certa importància després de la reobertura de l'hipòdrom de Maroñas. El golf es practica principalment a Punta Carretas, mentre que el piragüisme és sovint practicat al port del Buceo. El Club de Golf de Punta Carretas va ser fundat el 1894 i s'estén per la zona occidental del Bulevar Artigas, la Rambla (l'avinguda costanera de Montevideo) i el Parque Rodó.

## Transport

### Port i aeroport

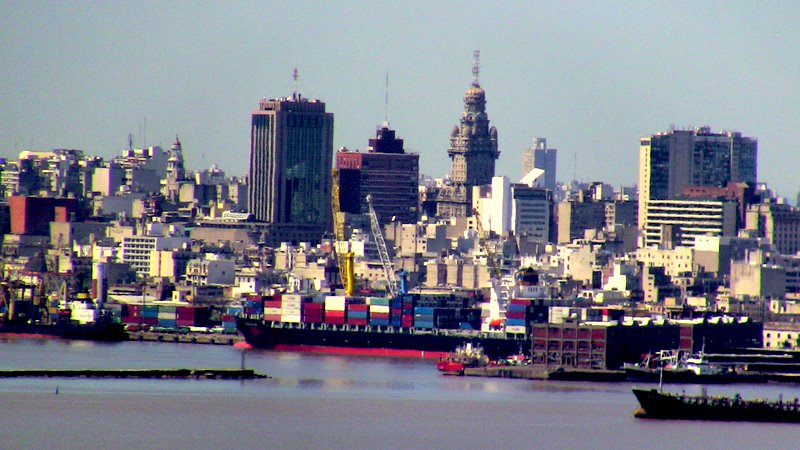
Port de Montevideo.

El port sobre la badia de Montevideo és una de les raons per les quals es va fundar la ciutat. Dona protecció natural als vaixells, si bé la protecció s'ha millorat per evitar l'impacte de les onades sobre el moll. Aquest port natural és competitiu amb l'altre gran port del Riu de la Plata, Buenos Aires. El treball de construcció del port va tenir lloc entre 1870 i 1930. Aquestes sis dècades van veure l'edificació del primer moll de fusta, de molts magatzems a La Aguada, la zona nord i sud de la Rambla, un port fluvial, un nou moll, la conca de dragat del riu i la refineria de La Teja. La gran tempesta registrada el 1923 va provocar pèrdues importants en algunes d'aquestes obres, les quals van haver de ser reedificades. Des de la segona meitat del segle passat, els canvis físics es van aturar com a conseqüència de l'estancament econòmic que va patir el país.
La proximitat del port ha contribuït a la instal·lació de diverses indústries sobre l'àrea que envolta la badia, especialment negocis d'importació/exportació i d'altres empreses relacionades amb el port i l'activitat naval. La densitat del desenvolupament industrial a la zona portuària ha mantingut la seva popularitat com a lloc residencial malgrat la seva centralitat. Els principals problemes ambientals són la sedimentació subaquàtica i la contaminació de l'aigua i de l'aire.
L'Aeroport Internacional de Carrasco, el qual serveix a Montevideo, es troba a 19 km del centre de la ciutat. Pluna, l'aerolínia nacional uruguaiana, ofereix vols nacionals i internacionals. Aerolíneas Argentinas, Iberia, American i United Airlines ofereixen també vols amb destinació Montevideo des dels seus respectius països. L'aeroport és transitat per aproximadament 1.500.000 persones per any.

## Ciutats agermanades

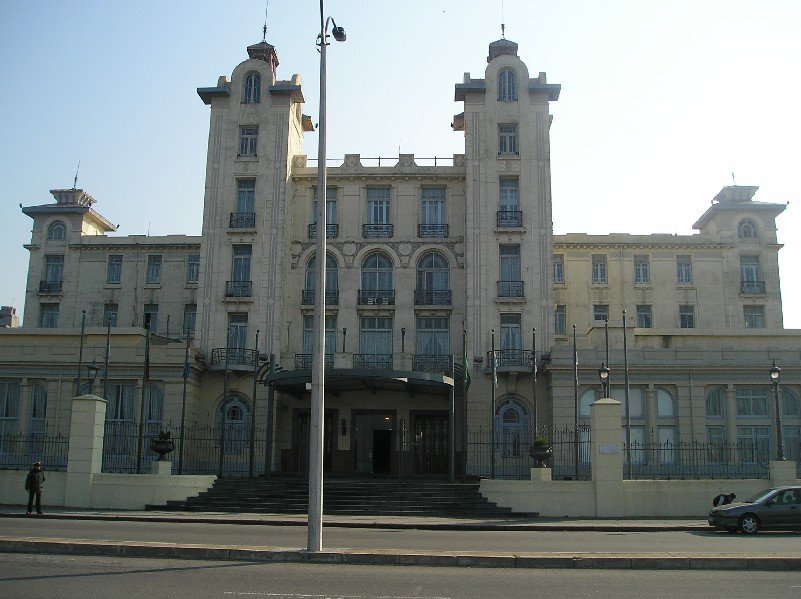
Seu del Mercosur.

La ciutat té un pacte d'agermanament amb Barcelona i amb les següents ciutats:
| - Bogotà - Buenos Aires - Cadis - Córdoba - Curitiba - Porto Alegre | - La Paz - La Plata - Madrid - Melilla - Montevideo - Qingdao | - Quebec - Rosario - Sant Petersburg - São Paulo - Tianjin - Wellington |

## Fills il·lustres
- Gabriela Acher.
- Amanda Berenguer.
- Luis Cluzeau Mortet, compositor i violinista
- Domingo Dente (1894-1974) compositor i pianista.
- Carlos Estrada (1909-1970), compositor i director d'orquestra
- Fernando Flores Morador.
- Eduardo Jiménez de Aréchaga.
- Gustavo Penadés Etchebarne.
- León Ribeiro, compositor musical
- Hermenegildo Sábat.
- Carlos Sabat Ercasty.
- Carlos Sherman.
- Joaquim Torres-Garcia.
- Carlos Vaz Ferreira.
- María Eugenia Vaz Ferreira.
- Walter Vidarte.
- Julio Vilamajó.
- Elena Zuasti.
- José Mujica.

## Galeria d'imatges

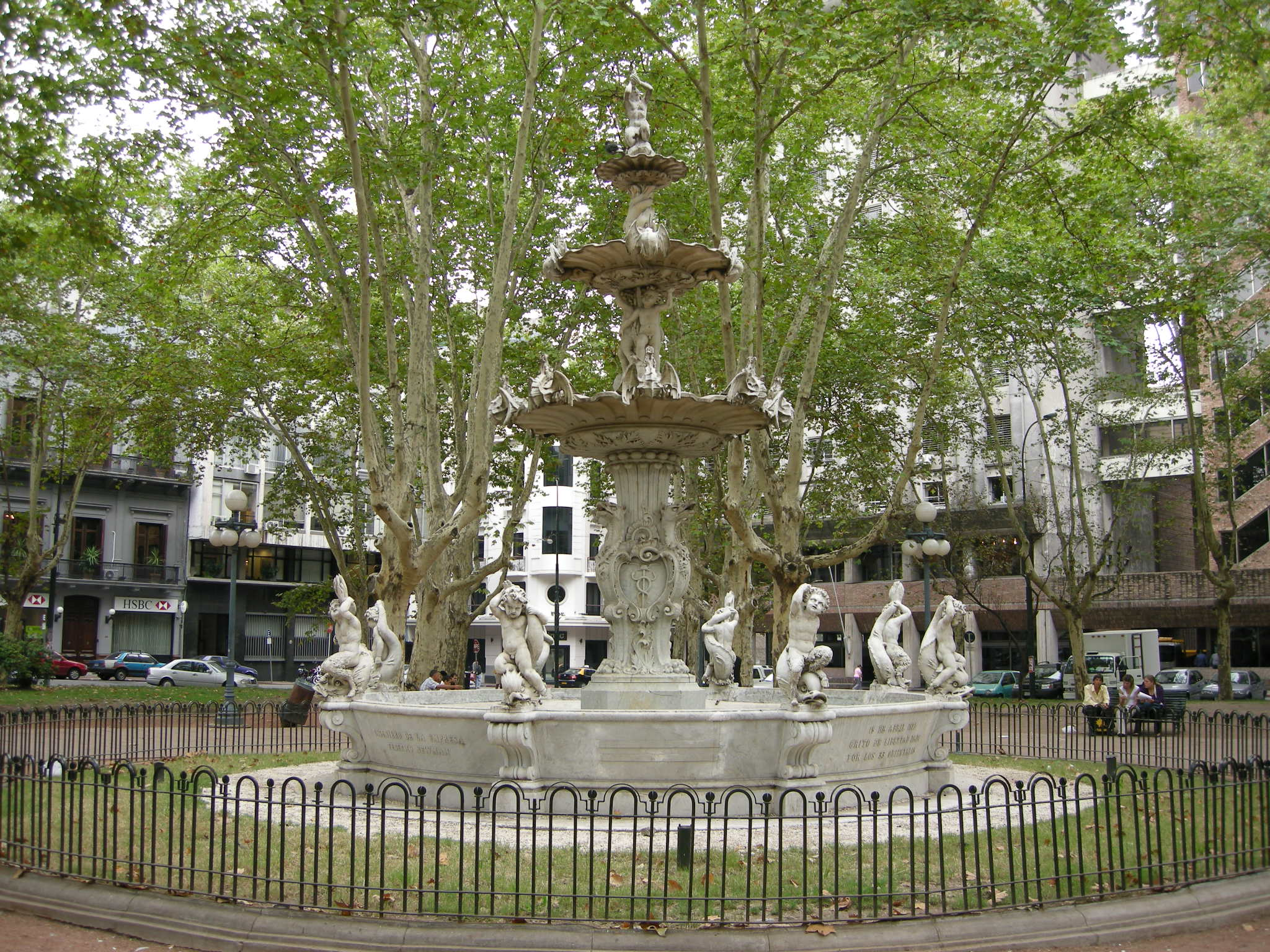
Font de la plaça Matriu.
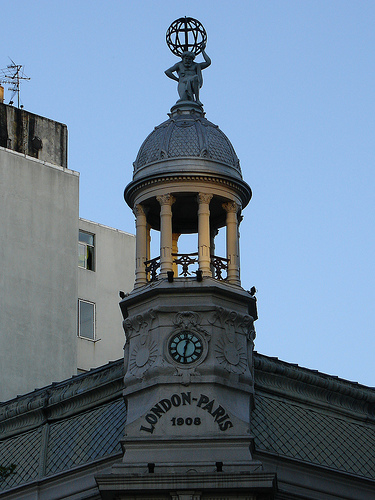
Edifici del London París.
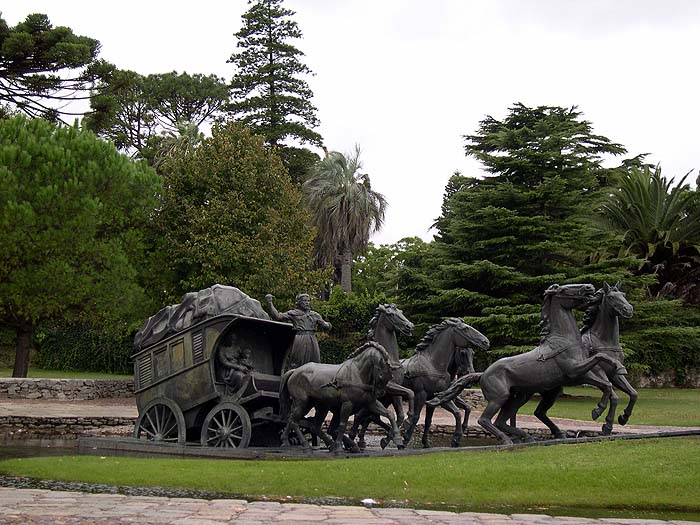
Monument de José Belloni, Prado.
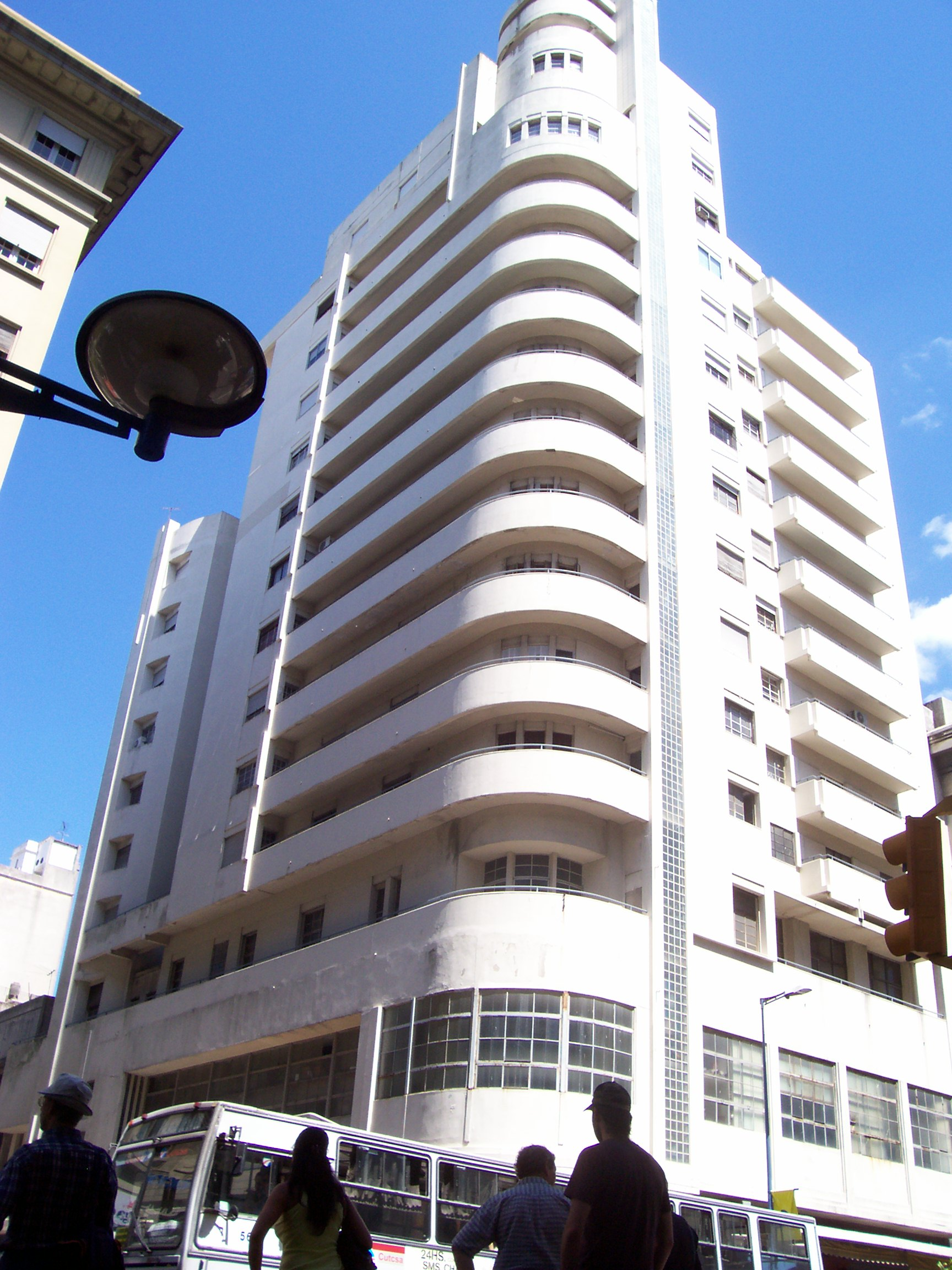
Palau Lapido.
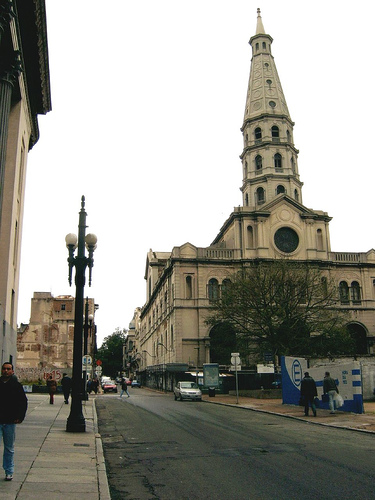
Ciudad Vieja.
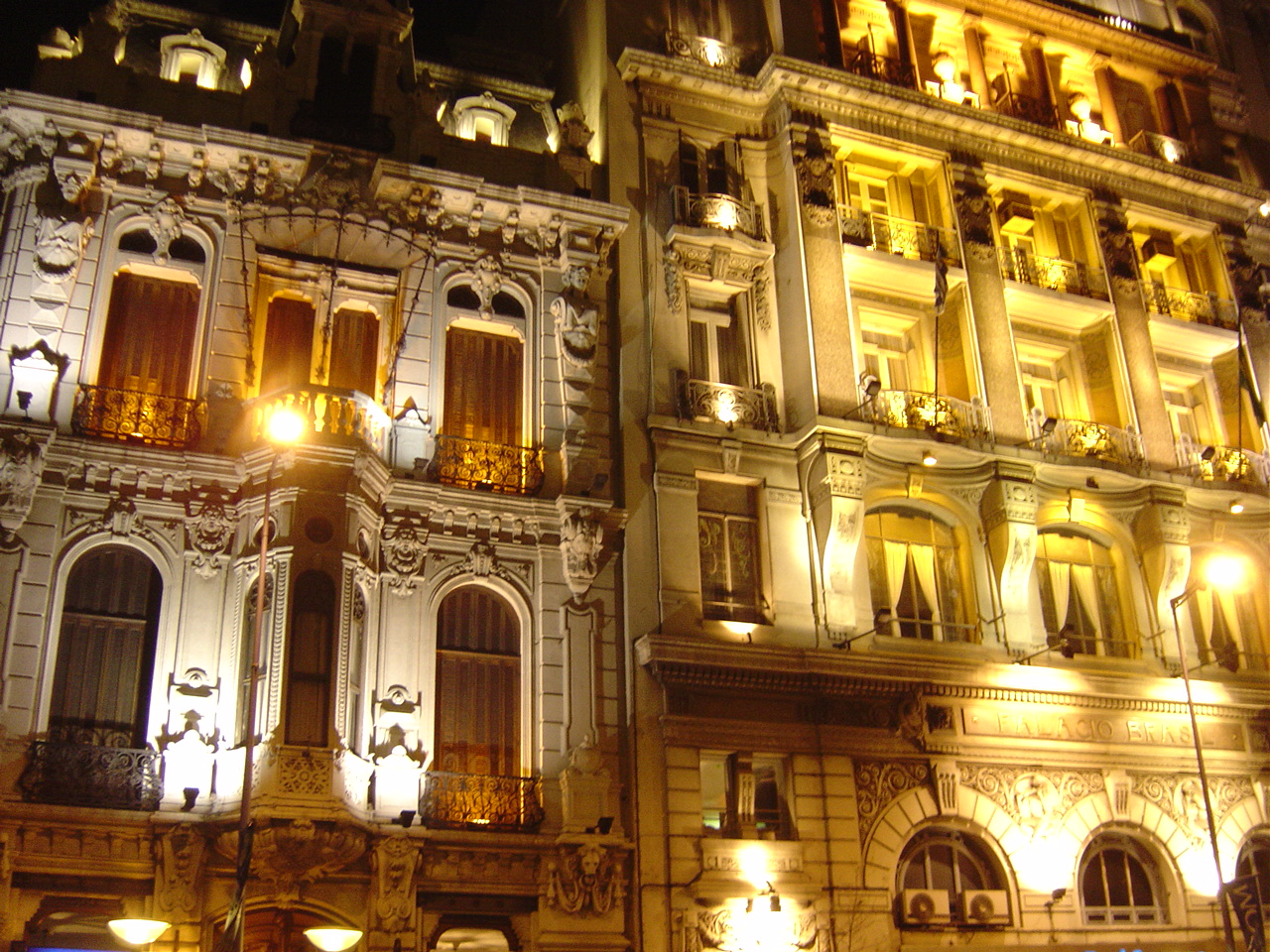
Nit a Montevideo.
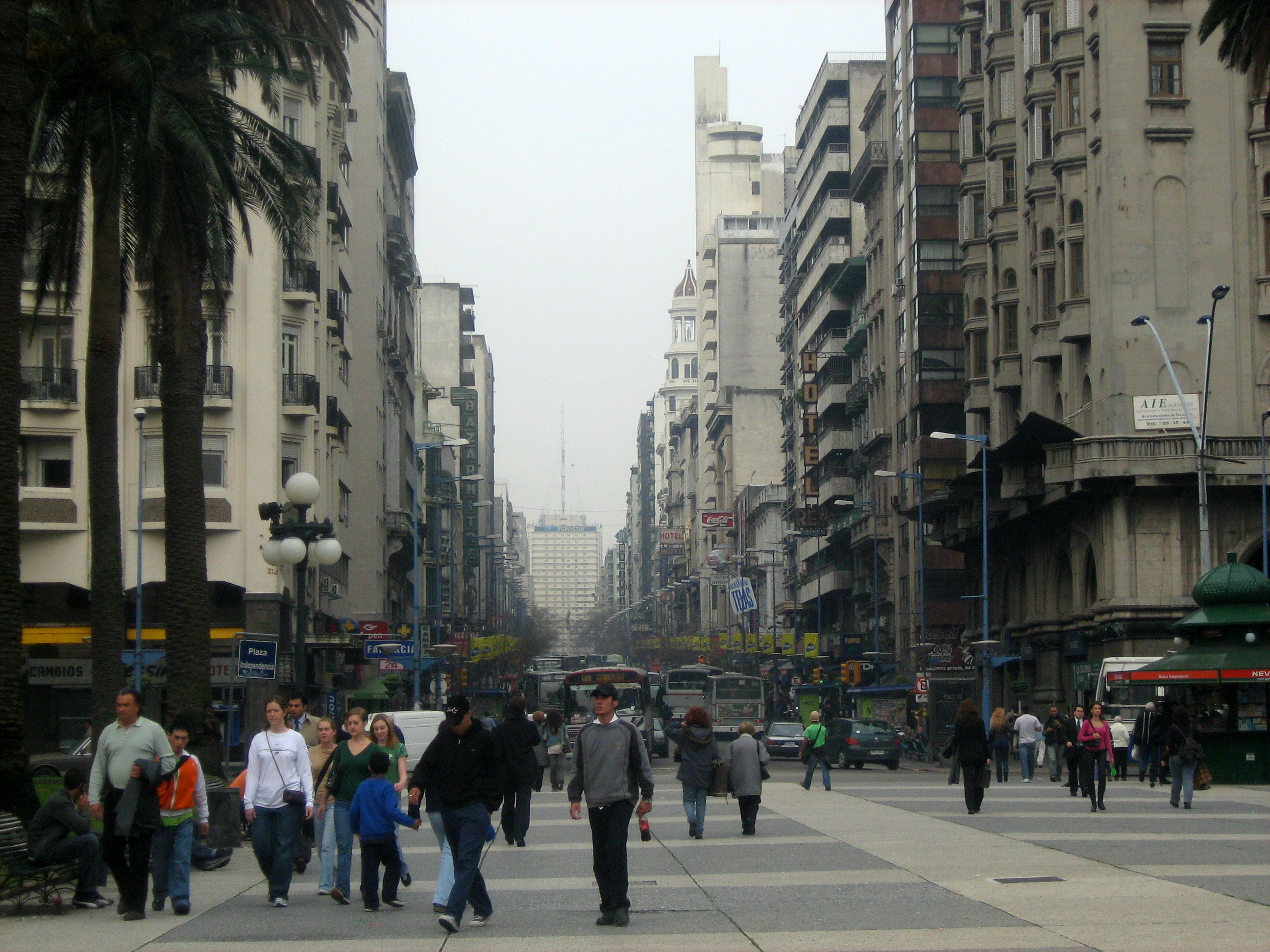
Plaça Independència.
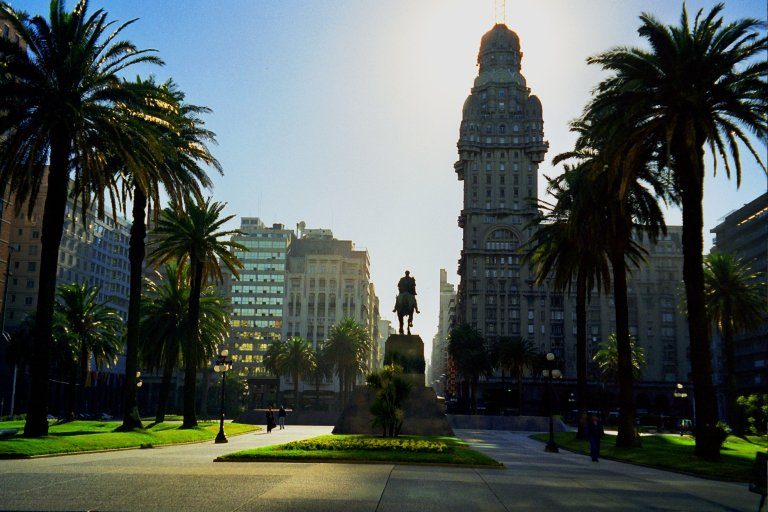
Palau Salvo.
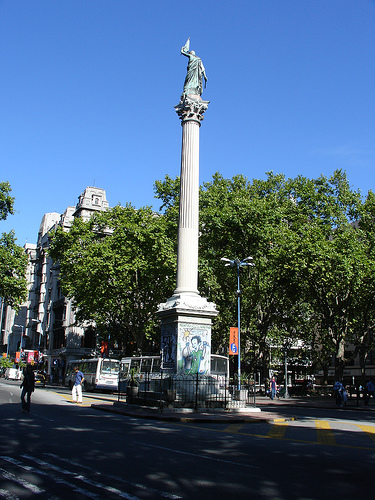
Estàtua de la Llibertat.
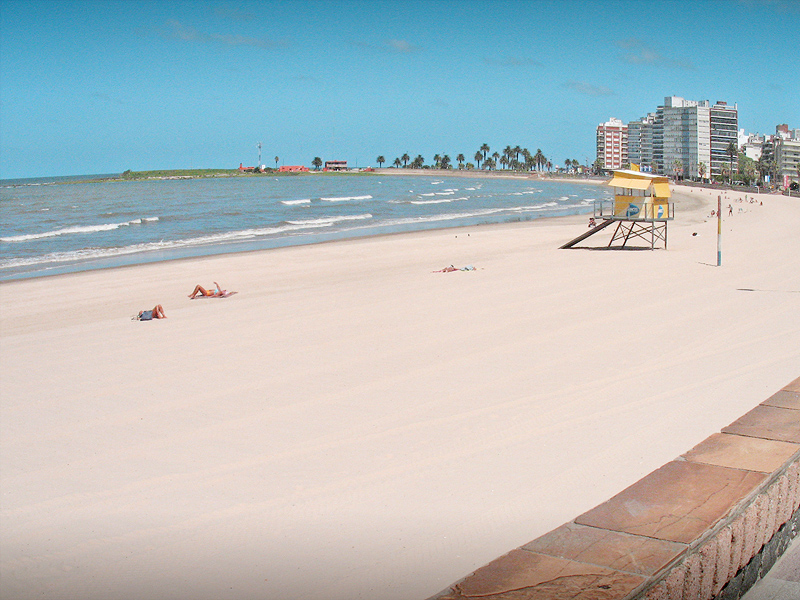
Platja de Montevideo.